# Jean Calvin
Pour les articles homonymes, voir Calvin.
Jean Calvin, né Jehan Cauvin le 10 juillet 1509 à Noyon (Picardie) et mort le 27 mai 1564 à Genève, est un théologien français, un important réformateur, et un pasteur emblématique de la Réforme protestante du XVIe siècle, notamment pour son apport à la doctrine dite du calvinisme.
Après des études de droit, Calvin rompt avec l'Église catholique romaine vers 1530. Du fait des persécutions contre ceux qu'on appellera plus tard les « protestants » en France, Calvin se réfugie à Bâle, en Suisse, où il publie la première édition de son œuvre maîtresse, l'Institution de la religion chrétienne en 1536. La même année, il est recruté par Guillaume Farel pour aider à la réforme de l'Église à Genève. À la suite d'un différend entre les pasteurs et le Conseil municipal, Calvin et Farel sont expulsés de Genève. À l'invitation de Martin Bucer, Calvin se rend à Strasbourg, où il séjourne entre 1538 et 1541, devenant pasteur d'une église de réfugiés français et wallons. De Strasbourg, il continue à soutenir le mouvement réformateur à Genève. En particulier lorsque les catholiques tentent d'y reprendre pied grâce à l’évêque Sadolet, Calvin rédige une réponse définitive. Il est finalement invité à revenir dans la cité genevoise en 1541.
Après son retour, Calvin introduit une nouvelle liturgie et des idées politiques novatrices malgré l'opposition de plusieurs puissantes familles de la ville qui tentent de s'opposer à son autorité, notamment lors du procès de Michel Servet, brûlé vif sur un bûcher. De nouvelles élections et l'arrivée de réfugiés favorables à Calvin lui permettent d'évincer ses opposants au Conseil municipal. Calvin passe les dernières années de sa vie à promouvoir la Réforme à Genève et dans toute l'Europe.
Calvin est un écrivain apologétique et un polémiste engagé dans de nombreuses controverses. Il échange également une riche correspondance avec de nombreux réformés, comme Philippe Melanchthon et Heinrich Bullinger. Outre l’Institution, il rédige des commentaires sur la plupart des livres de la Bible, de même que des traités de théologie et des confessions de foi. Il prêche régulièrement à Genève et écrit pour soutenir les martyrs protestants qui attendent leur exécution. Calvin est influencé par la tradition augustinienne qui le pousse à adopter les concepts de prédestination et de la souveraineté absolue de Dieu en ce qui concerne la rédemption et donc aussi la damnation. Les écrits et les prédications de Calvin fondent la théologie réformée. Les Églises réformées, presbytériennes et congrégationnalistes ont adopté la pensée calvinienne et l'ont largement diffusée.

## Biographie

### Jeunesse (1509-1535)
Jehan Cauvin — qui, suivant la mode des intellectuels de l'époque, latinise son nom en Calvinus, refrancisé ensuite en « Calvin » — est né le 10 juillet 1509 à Noyon en Picardie, province du royaume de France. Il est l'aîné de quatre fils parvenus à l'âge adulte. Le père, Gérard Cauvin, exerce la fonction de notaire de la cathédrale et de responsable du tribunal ecclésiastique. La mère, Jeanne le Franc, est fille d'un aubergiste de Cambrai. Gérard destine ses fils à la prêtrise.
Jean Calvin se révèle précoce. À l'âge de douze ans, il est employé comme greffier par l'évêque et adopte la tonsure, devenant le 10 mai 1521 chapelain de l'autel Notre-Dame-de-la-Gésine de la cathédrale de Noyon. Il bénéficie également de la protection d'une famille influente, les Montmors,. Grâce à leur aide, Calvin entre au collège de la Marche à Paris où il perfectionne son latin avec Mathurin Cordier,,. Puis il intègre le collège de Montaigu en tant qu'élève en philosophie, ayant pour condisciple Ignace de Loyola,.
En 1525 ou 1526, le père, Gérard, retire son fils du collège de Montaigu et l'inscrit à l'université d'Orléans afin qu'il y étudie le droit. Selon Théodore de Bèze et Nicolas Colladon, ses biographes contemporains, Gérard aurait estimé que son fils gagnerait mieux sa vie comme avocat que comme prêtre. Après quelques années d'études, Calvin entre à l'université de Bourges en 1529 pour y suivre les enseignements de l'avocat humaniste André Alciat (un correspondant d'Érasme) et apprend le grec, indispensable à l'étude du Nouveau Testament,.
À l'automne 1533, Calvin adopte les nouvelles idées de la Réforme protestante. Il rapporte cette conversion à deux reprises, de façon différente. Dans son premier récit, qui figure dans ses Commentaires sur le livre des Psaumes, il décrit sa conversion comme un changement soudain, provoqué par Dieu :

« Dieu par une conversion subite dompta et rangea à docilité mon cœur, qui, eu égard à l'âge, était par trop endurci en telles choses. Ayant donc reçu quelque goût et connaissance de la vraie piété, je fus immédiatement enflammé d'un si grand désir de profiter, qu'encore que je ne quittais pas entièrement les autres études, je m'y employai toutefois plus lâchement. »

Dans un second rapport, il évoque un long et difficile processus intérieur, accompagné par une anxiété spirituelle et psychologique :

« Étant véhémentement consterné et éperdu pour la misère en laquelle j'étais tombé, et plus encore pour la connaissance de la mort éternelle qui m'était prochaine, je n'ai rien estimé m'être plus nécessaire, après avoir condamné en pleurs et gémissements ma façon de vivre passée que de me rendre et retirer en la Tienne… Maintenant donc, Seigneur, que reste-t-il à moi, pauvre et misérable, sinon T'offrir pour toute défense mon humble supplication que tu ne veuilles me mettre en compte cet horrible abandon et éloignement de Ta parole dont tu m'as par ta bonté merveilleuse un jour retiré. »

Il est admis que cette conversion correspond à une rupture avec l'Église catholique romaine,,,. Le biographe de Calvin, Bruce Gordon, estime que « les deux récits ne sont pas nécessairement antithétiques ou qu'ils reflètent certaines incohérences dans la mémoire de Calvin mais qu'ils sont deux moyens d'exprimer la même réalité ».
En 1532, Calvin obtient sa licence en droit et publie son premier livre, un commentaire de l'ouvrage De Clementia de Sénèque. Après des visites à Orléans et dans sa ville natale de Noyon, Calvin retourne à Paris en octobre 1533. Les tensions sont alors fortes au Collège Royal (futur collège de France) entre les humanistes réformés et la direction conservatrice de la faculté. L'un des réformés, Nicolas Cop, est élu recteur de l'université. Le 1er novembre 1533, il consacre son discours d'investiture à la nécessité d'une réforme religieuse et appelle à un renouveau au sein de l'Église catholique.
Ce discours provoque un grand émoi et la faculté dénonce Nicolas Cop comme hérétique, obligeant celui-ci à prendre la fuite et à se réfugier à Bâle, en Suisse. Calvin, proche ami de Cop, est impliqué lui aussi dans le scandale et doit se cacher durant un an. Il trouve refuge chez son ami Louis du Tillet à Angoulême. Puis on le retrouve à Noyon (où, le 4 mai 1534, il résilie les bénéfices ecclésiastiques qu'il perçoit depuis sa tonsure, cet acte suggérant qu'il est alors converti) ou encore à Orléans. Il est cependant obligé de quitter la France après l'affaire des Placards au mois d'octobre 1534, déclenchée par des affiches posées dans diverses villes. Ces attaques contre la messe catholique entraînent une violente réaction politique à l'encontre des protestants. En janvier 1535, Calvin rejoint Cop à Bâle, ville ouverte aux idées de l'influent réformateur Œcolampade,,,.

### Premiers essais de réforme (1536-1538)
En mars 1536, Calvin publie la première édition de son Institutio Christianae Religionis ou Institution de la religion chrétienne. L'ouvrage est une apologie, soit défense de la foi, et un exposé de la position doctrinale des réformés. Il cherche également à offrir une instruction de base pour toute personne intéressée par la religion chrétienne. L'ouvrage est la première expression de la théologie de Calvin. Par la suite, ce dernier amende son écrit et en propose plusieurs nouvelles éditions,,. Peu après la première publication de l'ouvrage, il quitte Bâle pour Ferrare en Italie, où il devient brièvement secrétaire de Renée de France sous le pseudonyme de Charles d'Espeville. Signalé aux inquisiteurs par le duc de Ferrare, il parvient à s'enfuir et se serait arrêté à Aoste. La Réforme ayant été imposée entre-temps au pays de Vaud, à Genève, au pays de Gex et au Chablais, Berne menace de soustraire la Vallée d'Aoste à la maison de Savoie. L'évêque d'Aoste Pierre Gazin, soutenu par le comte René de Challant et par le bailli Matthieu de Lostan, aurait organisé la chassée de Calvin. Celui-ci, aidé par des partisans locaux, serait parvenu à regagner la Suisse par la Fenêtre de Durand, en remontant le Valpelline. Le séjour de Calvin à Aoste est rappelé par la présence de l'église évangélique vaudoise de la rue Croix-de-Ville et par la Croix de Calvin, érigée en face de cette église en 1541,. Calvin retourne à Paris en juin avec son frère Antoine pour régler les affaires de leur père. À la suite de l'édit de Coucy, qui donne six mois aux hérétiques pour se réconcilier avec la foi catholique, Calvin quitte définitivement la France. En août, il part pour Strasbourg, une ville libre du Saint-Empire romain germanique, qui devient donc une ville-refuge pour les protestants. Mais les affrontements entre troupes françaises et impériales l'obligent à se détourner de son chemin et il arrive à Genève.
Calvin n'envisage pas de rester à Genève, mais Guillaume Farel, un réformé français qui y réside, lui demande avec insistance de l'aider dans son travail de réforme. Calvin se souvient de cette rencontre particulièrement intense, telle que la narre William Ramsay en 2006 :

« Alors Farel, qui travaillait avec un zèle incroyable pour promouvoir l'Évangile concentra tous ses efforts pour me garder en ville. Et lorsqu'il comprit ma détermination à étudier en privé dans quelque obscur endroit, et vit qu'il n'avait rien gagné de ses supplications, il s'abaissa aux insultes et dit que Dieu maudirait ma paix si je me retenais de lui donner de l'aide dans des temps d'aussi grande nécessité. Terrifié par ses paroles et conscient de ma propre timidité et lâcheté, j'abandonnai mon voyage et tentai d'appliquer quelque don que j'avais en défense de la foi. »

Calvin accepte sa tâche sans conditions préalables,,. Ses premières fonctions sont mal connues : il reçoit finalement le titre de « lecteur », signifiant probablement qu'il peut procéder à des lectures explicatives de la Bible. En 1537, il est choisi pour devenir « pasteur ». Pour la première fois de sa vie, l'avocat-théologien assume des fonctions pastorales comme les baptêmes, les mariages et les services religieux.

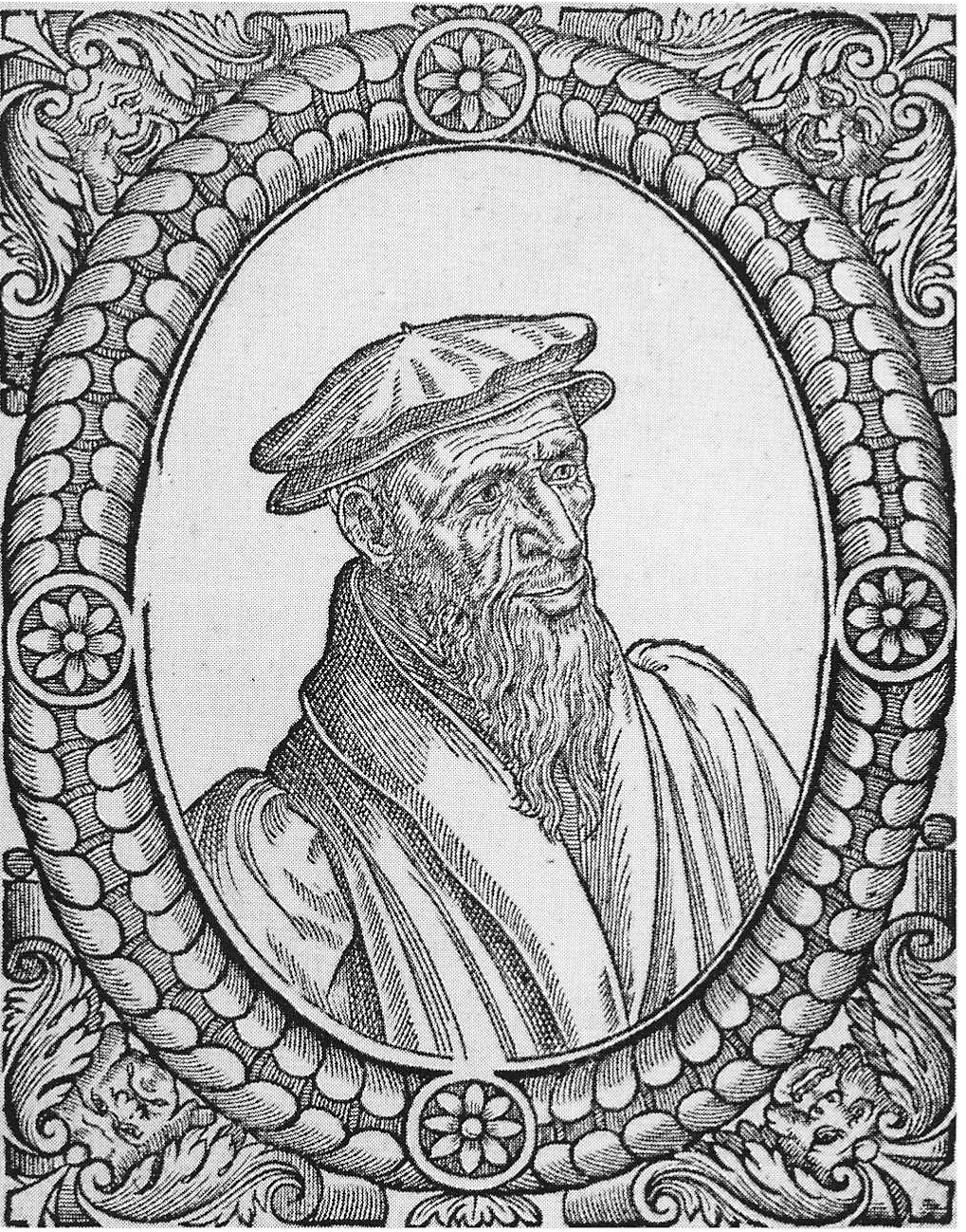
Guillaume Farel, réformateur qui convainquit Calvin de rester à Genève. Portrait tiré des Icônes de Théodore de Bèze, 1580.

Tout au long de l'automne 1536, Farel rédige une confession de foi tandis que Calvin écrit des articles séparés sur la réorganisation de l'église à Genève. Le 16 janvier 1537, Farel et Calvin présentent leurs Articles concernant l'organisation de l'église et du culte à Genève devant le Conseil municipal. Le document décrit la manière et la fréquence des célébrations de l'eucharistie, la raison et la méthode de l'excommunication, l'importance de souscrire à la confession de foi, la pratique du chant dans la liturgie et la révision des lois sur le mariage. Le Conseil adopte le document dans la même journée,. Calvin rédige aussi un catéchisme, largement basé sur le Grand Catéchisme de Martin Luther.
Auprès du Conseil, l'influence des deux hommes diminue cependant durant l'année, cette autorité étant réticente à faire appliquer les dispositions des articles de cette confession de foi, à laquelle peu de citoyens ont encore souscrit. Le 26 novembre, Calvin et Farel débattent avec passion devant le Conseil à ce sujet. En outre, la France cherche alors à former une alliance avec Genève et, comme les deux pasteurs sont français, les membres du Conseil se mettent à douter de leur loyauté. Enfin une importante querelle politico-religieuse éclate lorsque Berne, l'alliée de Genève dans la réforme des églises suisses, propose d'uniformiser les cérémonies religieuses. Sa proposition impose l'emploi de pain azyme dans l'eucharistie. Calvin et Farel refusent de suivre cette recommandation et retardent l'emploi d'un tel pain jusqu'à ce qu'un synode soit organisé à Zurich pour trancher la question. Le Conseil ordonne cependant aux deux hommes d'utiliser du pain azyme pour le culte de Pâques. En protestation, ils refusent de présider la cène, provoquant une émeute durant le service. Le lendemain, le Conseil expulse les deux pasteurs,,.
Farel et Calvin se rendent à Berne et Zurich pour défendre leur cause. Le synode de Zurich attribue une grande part de responsabilité de ce conflit à Calvin, qui n'aurait pas été suffisamment conciliant avec les habitants de Genève. Le synode demande cependant à Berne de plaider en faveur de la réintégration des pasteurs. Le Conseil de Genève refuse néanmoins d'accueillir à nouveau les deux hommes, qui trouvent refuge à Bâle. Par la suite, Farel est invité à diriger l'église de Neuchâtel, tandis que les réformateurs les plus influents de Strasbourg, Martin Bucer et Wolfgang Capiton, sollicitent Calvin pour qu'il se charge d'une communauté de réfugiés français dans cette ville d'Alsace. Calvin commence par refuser, Farel n'étant pas invité également, mais finit par accepter. En septembre 1538, Calvin prend ses fonctions à Strasbourg et, quelques mois plus tard, obtient la citoyenneté de la ville,.

### Pasteur à Strasbourg (1538-1541)
Durant son séjour à Strasbourg, Calvin ne reste pas attaché à une église particulière mais dirige successivement l'église Saint-Nicolas, l'église Sainte-Madeleine et l'ancienne église dominicaine renommée Temple Neuf (ces églises existent toujours, mais toutes ont été transformées). Calvin accueille généralement entre 400 et 500 personnes au culte. Il enseigne chaque jour, et prêche deux sermons le dimanche. La communion est célébrée chaque mois et le chant des psaumes est encouragé. Il travaille également à la seconde édition de ses Institutions, étant notamment mécontent de la structure en forme de catéchisme de la première version.
Pour la seconde édition, publiée en 1539, Calvin abandonne cette forme en faveur d'une présentation systématique des principales doctrines bibliques. Le livre passe ainsi de six à dix-sept chapitres. Il rédige parallèlement un autre livre, les Commentaires de l'épître aux Romains, qui est publié en mars 1540. L'ouvrage sert de modèle pour ses futurs commentaires : il y inclut sa propre traduction latine du grec, plutôt que de reprendre la Vulgate, une exégèse et une prédication expositoire (en). Dans son introduction, Calvin loue le travail de ses prédécesseurs Philippe Mélanchthon, Heinrich Bullinger et Martin Bucer mais s'en démarque et critique certaines de leurs positions.
Durant son séjour à Strasbourg, Calvin souscrit également à la Concorde de Wittemberg, en vigueur à Strasbourg depuis 1536, et est chargé de défendre la Confession d'Augsbourg lors du colloque de Ratisbonne en 1540.
Les amis de Calvin le pressant de se marier, ce dernier écrit à l'un de ses correspondants :

« Moi, qui ai l'air si hostile au célibat, je ne suis pas encore marié et j'ignore si jamais je le serai. Si je prends femme, ce sera pour que, mieux affranchi de nombreuses tracasseries, je puisse me consacrer au Seigneur. »

Plusieurs jeunes femmes lui sont cependant présentées, dont l'une issue d'une famille noble. Calvin accepterait à contre-cœur ce mariage, à condition que la fiancée apprenne le français. Toutefois, la cérémonie, prévue pour mars 1540, n'a pas lieu. Il écrira plus tard qu'il n'a d'ailleurs jamais pensé à épouser cette jeune fille, « à moins que le Seigneur ne m'ait privé de ma présence d'esprit ». Finalement, il épouse en août 1540 Idelette de Bure, veuve d'un anabaptiste converti par lui, ayant deux enfants de son premier mariage. Le couple a un fils, Jacques, mort jeune,.
Genève, à la longue, regrette l'expulsion de Calvin, car le climat politique a changé et l'on constate que la fréquentation des cultes diminue. L'alliance entre Berne et Genève vacille en raison de querelles territoriales. Lorsque le cardinal Jacopo Sadoleto écrit au Conseil municipal, invitant Genève à rentrer dans le giron catholique, le Conseil cherche une autorité ecclésiastique pour lui répondre. Pierre Viret est consulté, mais refuse ; le Conseil s'adresse alors à Calvin. Sa Responsio ad Sadoletum (Réponse à Sadoleto) défend fermement la réforme protestante à Genève,,. Le 21 septembre, le Conseil charge l'un de ses membres, Ami Perrin, de solliciter le retour de Calvin. Un émissaire rencontre le réformateur à Worms, lors d'une conférence destinée à résoudre des disputes religieuses. Sa première réaction est négative, puisqu'il écrit « je préférerais mourir cent fois que de retourner à cette croix sur laquelle je périssais mille fois chaque jour ».
Après réflexion, cependant, Calvin se déclare néanmoins prêt à suivre l'appel du Seigneur. Il est prévu que Viret prendra temporairement en charge Genève, tandis que Bucer et Calvin visiteront la ville pour organiser les étapes suivantes. Le Conseil municipal insiste toutefois sur la nomination immédiate de Calvin. À l'été 1541, Strasbourg délègue donc Calvin pour six mois à la ville de Genève ; ce dernier et sa famille prennent la route le 13 septembre en direction du Léman, accompagnés d'une escorte officielle.

### Réformes à Genève (1541-1549)

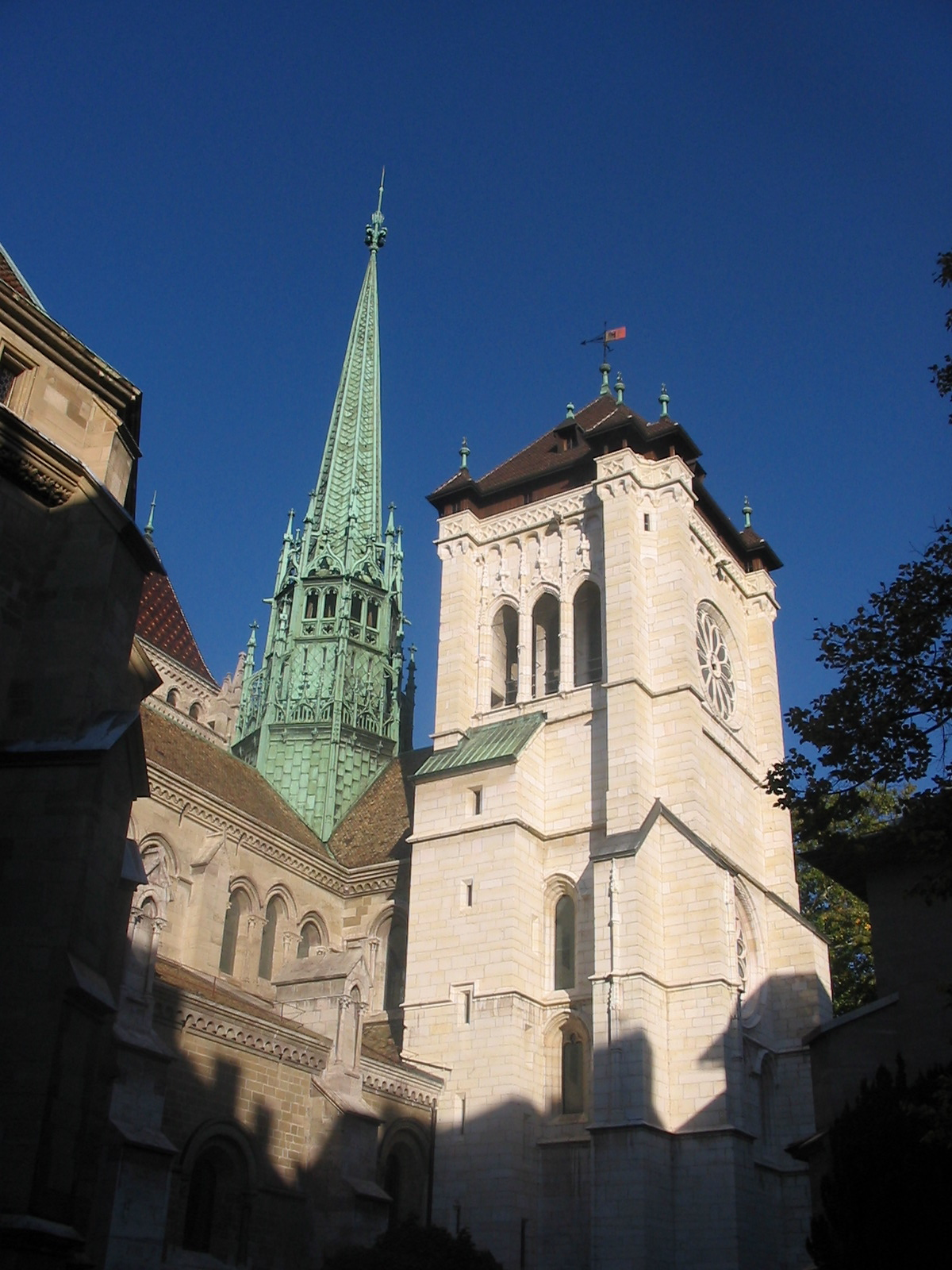
Cathédrale Saint-Pierre de Genève, principale église de Genève, où Calvin prêcha.

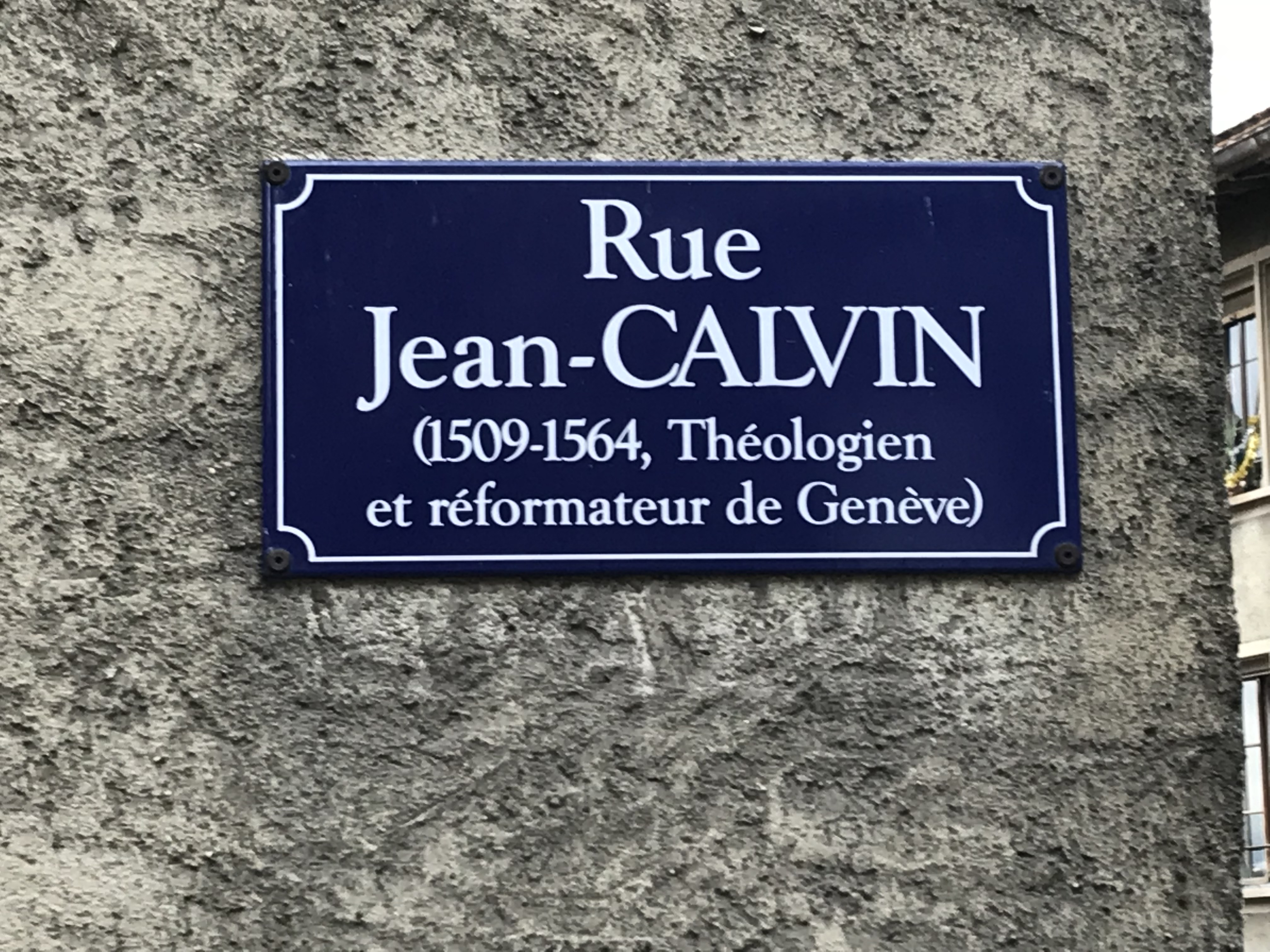
L'une des plaques de la rue Jean-Calvin, dans la vieille ville de Genève.

Soutenant les propositions de réforme de Calvin, le Conseil de Genève vote les Ordonnances ecclésiastiques le 20 novembre 1541. Ces ordonnances définissent quatre types de fonctions ministérielles : les pasteurs pour prêcher et administrer les sacrements, les docteurs pour instruire les croyants dans la foi, les Anciens pour assurer la discipline et les diacres pour prendre soin des pauvres et des nécessiteux. Ces ordonnances appellent également à la création d'un Consistoire, tribunal ecclésiastique composé d'«Anciens» laïcs et de pasteurs. Le gouvernement municipal conserve le pouvoir de convoquer des accusés devant le tribunal. Le Consistoire ne peut juger que des affaires religieuses qui n'ont pas d'implications devant la justice civile. Initialement, le tribunal peut infliger des peines, dont la plus sévère est l'excommunication. Le gouvernement civil conteste cependant ce pouvoir et le 19 mars 1543, le Conseil décide que toutes les condamnations seront infligées par les autorités civiles,.
En 1542, Calvin, adaptant un livre liturgique utilisé à Strasbourg, publie La Forme des Prières et Chants Ecclésiastiques, étant persuadé que la musique soutient la lecture de la Bible. Le psautier originel de Strasbourg renferme douze psaumes de Clément Marot ; Calvin ajoute dans la version genevoise plusieurs hymnes de sa propre composition. À la fin de l'année 1542, Marot se réfugie lui aussi à Genève et compose dix-neuf autres psaumes. Loys Bourgeois, également réfugié, enseigne la musique à Genève depuis seize ans et Calvin en profite pour intégrer les hymnes de ce dernier,. La même année, il publie le Catéchisme de l'Église de Genève, inspiré de la Kurze Schrifftliche Erklärung de Bucer (1534).
Durant son ministère à Genève, Calvin rédige plus de 2 000 prédications, données initialement deux fois le dimanche, et trois fois durant la semaine. Ses sermons durent plus d'une heure et l'orateur parle sans notes . Un greffier tente parfois d'enregistrer ses messages, mais peu de sermons sont préservés avant 1549. Cette année-là, le scribe Denis Raguenier, qui a appris ou développé un système de sténographie, est chargé d'enregistrer tous les sermons de Calvin. Une analyse de ces textes, réalisée par T. H. L. Parker, suggère que le prédicateur était constant dans ses thèses et que son style a peu évolué au cours des années,,.
En 1543, Calvin fait paraître quatre textes : la Défense de la doctrine du serf arbitre, dans lequel il affirme que l’homme ne peut être sauvé à moins qu’il ne fasse une pleine confiance à Dieu ; la Supplication et remontrance sur le fait de la chrétienté et de la réformation d’Église faite à l’Empereur, destiné à Charles-Quint pour l’inciter à conduire une réforme de l’Église ; le Petit traité montrant que doit faire un homme fidèle entre les papistes, pour inciter les fidèles à ne pas céder à « l’idolâtrie papiste » ; le Traité des reliques, pour détourner les croyants du culte des reliques.

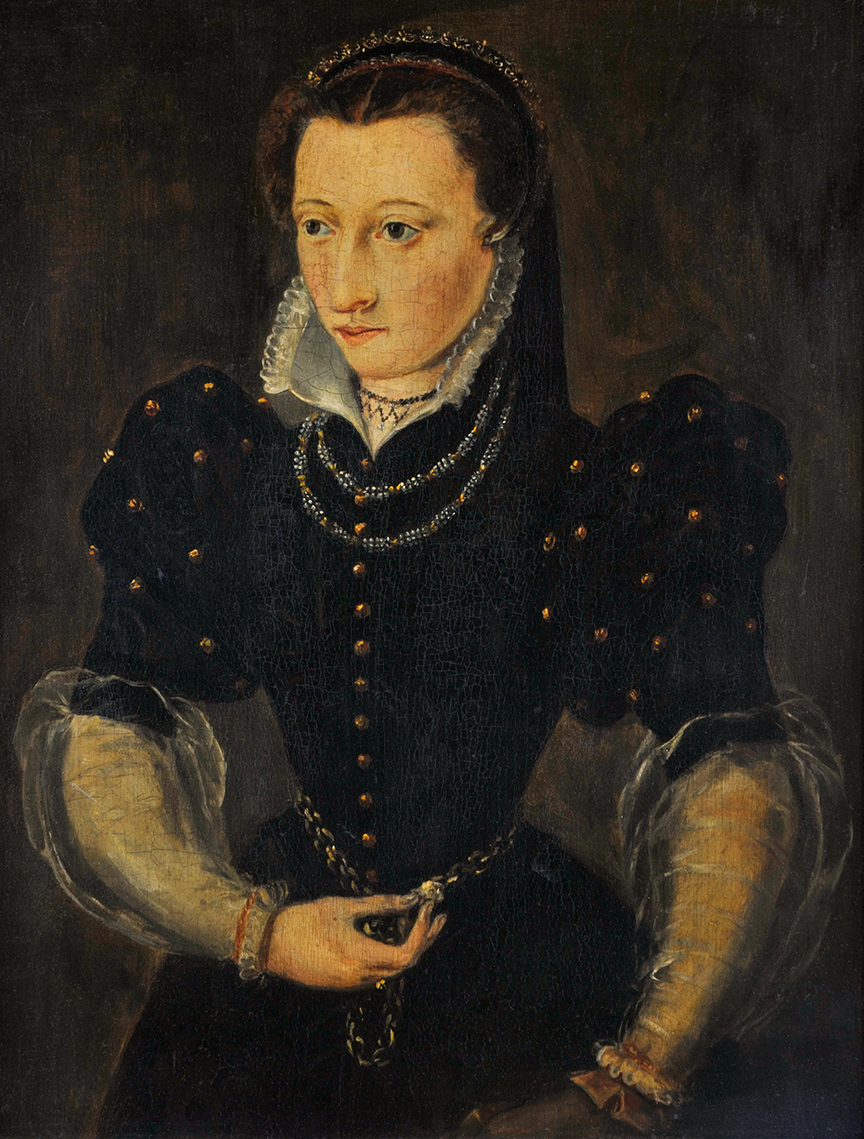
Idelette de Bure, copie par Xavier Wurth d'un original de Cranach l'Ancien, Liège, 1909, Musée de l'Art wallon

On ne sait que très peu de choses sur la vie privée de Calvin à Genève. Sa maison et son mobilier appartiennent à la Ville. La demeure est assez grande et accueille sa famille, ainsi que celle de son frère Antoine, avec quelques serviteurs. Le 28 juillet 1542, Idelette donne naissance à un fils, Jacques, mais celui-ci meurt en bas âge. De santé fragile comme son époux, Idelette tombe régulièrement malade à partir de 1545 et, malgré les soins apportés par l'ami du couple Benoît Textor, elle meurt le 29 mars 1549. Calvin ne se remarie jamais et exprime régulièrement son affliction, comme dans une lettre à Viret datée du 7 avril :

« J'ai été privé de la meilleure amie de ma vie, celle qui, si j'avais été ordonné, aurait volontiers partagé non seulement ma pauvreté mais également ma mort. Durant sa vie elle a été une aide fidèle de mon ministère. D'elle je n'ai jamais connu le moindre reproche. »

Tout au long de sa vie à Genève, le réformateur reste en contact étroit avec ses anciens amis, dont Montmor, Cordier, Cop, Farel, Melanchthon et Bullinger,.

### Opposition (1546-1553)

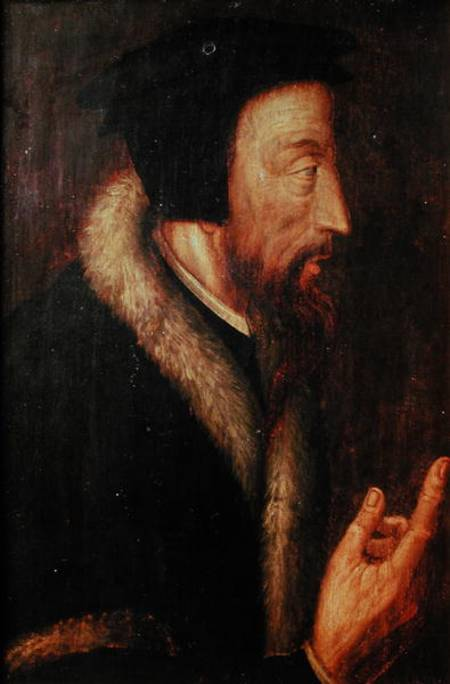
Portrait de Calvin réalisé par un anonyme.

Calvin rencontre bientôt une forte opposition à Genève. Vers 1546, ses adversaires se constituent en un groupe qu'il appelle les libertins. Selon Calvin, ces personnes pensent qu'après avoir été affranchies par la grâce irrésistible de Dieu, elles sont exemptées des lois civiles et ecclésiastiques. Le groupe rassemble des familles riches et politiquement puissantes à Genève,. À la fin du mois de janvier 1546, Pierre Ameaux, un fabricant de cartes à jouer qui a déjà eu maille à partir avec le Consistoire, attaque Calvin en le traitant de « Picard », expression dénotant un sentiment anti-français, et l'accuse de promouvoir de fausses doctrines. Ameaux est condamné par le Conseil et forcé d'expier son crime en se voyant exposé publiquement, suppliant Dieu de lui pardonner,. Quelques mois plus tard, Ami Perrin, l'homme qui avait convaincu Calvin de venir à Genève, se montre aussi ouvertement hostile. Il a épousé Françoise Favre, fille d'un marchand allemand bien établi qui, ayant enfreint les lois contre la danse, a été puni par le Consistoire.
En 1547, l'opposition à Calvin et aux autres pasteurs français réfugiés grandit et gagne la majorité des magistrats civils de Genève. Le 27 juin, une lettre de menaces anonymes en patois genevois est découverte sur la chaire de la cathédrale Saint-Pierre de Genève, où prêche Calvin. Suspectant un complot contre l'Église et l'État, le Conseil nomme une commission d'enquête. Jacques Gruet, un soutien de Favre, est arrêté, et des preuves contre lui sont découvertes dans sa maison. Sous la torture, il avoue plusieurs crimes, dont la rédaction de la lettre anonyme qui menace Dieu, ses ministres et tout l'ordre religieux. Le tribunal civil le condamne à mort et, avec l'approbation de Calvin, il est décapité le 26 juillet 1547,,,, à Champel.
Les libertins cependant poursuivent leur opposition en attisant le mécontentement populaire, en insultant les pasteurs et en défiant l'autorité du Consistoire. Le Conseil encourage les deux camps en admonestant ou en défendant alternativement Calvin et les libertins. Lorsque Perrin est élu premier syndic en février 1552, l'autorité de Calvin semble tomber à son plus bas niveau. Après quelques défaites devant le Conseil, Calvin demande au Conseil, le 24 juillet 1553, l'autorisation de démissionner. Sa requête est toutefois refusée, l'opposition réalisant qu'elle peut assurément affaiblir l'autorité de Calvin, mais qu'elle n'a pas assez de pouvoir pour le bannir.

### Le procès et l'exécution de Michel Servet (1553)

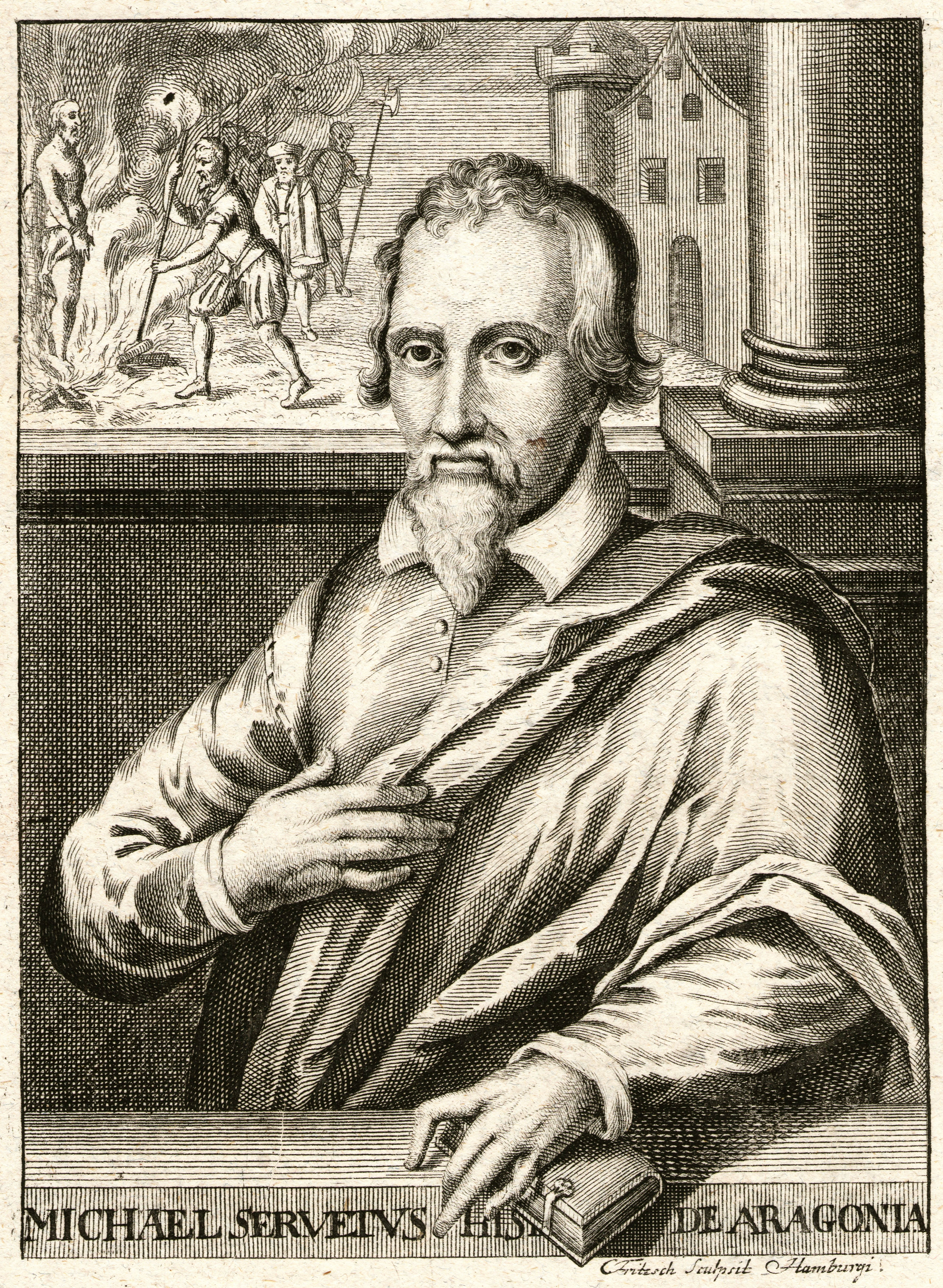
Michel Servet, médecin espagnol et théologien antitrinitaire, brûlé vif à Genève en octobre 1553.

Un retournement de situation a lieu lorsque Michel Servet, fugitif condamné par toutes les autorités ecclésiastiques, arrive à Genève le 13 août 1553. Servet est un médecin espagnol et un théologien protestant qui critique fermement les doctrines de la Trinité et le pédobaptisme, c'est-à-dire le baptême des enfants. En juin 1530, il affronte Œcolampade à Bâle et est expulsé. Il se rend à Strasbourg, où il publie un pamphlet contre la Trinité. Bucer le réfute publiquement et demande à Servet de partir. Revenu à Bâle, Servet publie les Dialogues sur la Trinité en deux livres (latin : Dialogorum de Trinitate libri duo) qui scandalisent à la fois les réformés et les catholiques. L'Inquisition espagnole ordonne son arrestation,.
Calvin et Servet (ce dernier alors encore à Bâle) entrent en contact en 1546 par l'intermédiaire d'une connaissance commune, l'imprimeur lyonnais Jean Frellon. Leurs lettres débattant de questions théologiques sont signées respectivement Michael Servetus et Charles d'Espeville, pseudonyme de Calvin. Ce dernier perd finalement patience et refuse de répondre plus longtemps. Il est particulièrement outré lorsque Servet lui renvoie une copie de l'Institution de la religion chrétienne sévèrement annotée avec des arguments soulignant les erreurs du livre. Calvin écrit à Farel le 13 février 1546 en précisant que si Servet devait venir à Genève, il ne pourrait lui garantir un sauf-conduit, « car s'il vient et que je jouisse ici de quelque autorité, je ne souffrirai pas qu'il sorte vivant »,,.
En 1553, Guillaume de Trie, un ami de Calvin, écrit à l'Inquisition française relativement à Servet, le qualifiant d'« hispano-portugais » et le critiquant pour ses origines juives, récemment découvertes,, ; il écrit encore que « son vrai nom est Michel Servet mais il se fait appeler Villeneuve et pratique la médecine. Il est resté quelque temps à Lyon mais il réside maintenant à Vienne ». Lorsque l'inquisiteur-général de France apprend que Servet se cache à Vienne sous un faux nom, il contacte le cardinal François de Tournon, secrétaire de l'archevêque de Lyon, pour qu'il enquête. Servet est arrêté et interrogé. Ses lettres à Calvin sont présentées comme preuve d'hérésie mais il nie les avoir écrites. Il déclare, après avoir juré sur la Bible qu'il « était Michel de Villeneuve docteur en médecine d'environ 42 ans natif de Tudela du royaume de Navarre, une ville sous l'obédience de l'empereur ». Le lendemain, il déclare que « …s'il n'était pas Servet, il prit la personnalité de Servet pour débattre avec Calvin ». Il parvient à s'évader de prison et les autorités catholiques le condamnent à mort.
En route pour l'Italie, Servet s'arrête à Genève pour des raisons inconnues. Il y est reconnu et arrêté. Le secrétaire de Calvin, Nicolas de la Fontaine, compose un acte d'accusation qui est soumis au tribunal. Philibert Berthelier, procureur, appartient au groupe des libertins et est fils d'un patriote genevois. Les séances du tribunal sont dirigées par Pierre Tissot, beau-frère de Perrin. Les libertins font traîner le procès pour affaiblir Calvin. La réputation d'hérétique de Servet leur crée un dilemme et, le 21 août, le Conseil décide de prendre l'avis des villes confédérées. En attendant les réponses, le Conseil donne le choix à Servet d'être jugé à Vienne ou à Genève. Celui-ci opte pour Genève. Le 20 octobre, ayant reçu les réponses de Zurich, Berne, Bâle et Schaffhouse, le Conseil déclare Servet hérétique. Il est condamné au bûcher. Calvin et les autres pasteurs demandent, en vain, qu'il soit décapité,. Servet est brûlé vif le 27 octobre 1553 sur le plateau de Champel, aux portes de Genève,,.
Calvin a naguère déclaré qu'il ne fallait pas se contenter de châtier les hérétiques « d'une simple mort » mais qu'il importait « qu'on les brûle cruellement ». Après la mort du théologien espagnol, il publie un traité sur la Trinité, où il justifie son opposition aux vues de Servet. Sébastien Castellion est profondément choqué par l'affaire et écrira dans Contre le libelle de Calvin « Tuer un homme, ce n’est pas défendre une doctrine, c’est tuer un homme. Quand les Genevois tuèrent Servet, ils ne défendirent pas une doctrine, ils tuèrent un homme. La défense d’une doctrine n’est pas l’affaire du magistrat (qu’est-ce que le glaive peut avoir à faire avec la doctrine ?) C’est l’affaire des docteurs. L’affaire du magistrat, c’est de défendre le docteur comme il défend le paysan, l’artisan, le médecin, n’importe qui d’autre, contre les injustices. C’est pourquoi, si Servet avait voulu tuer Calvin, c’est à bon droit que le magistrat aurait pris la défense de Calvin. Mais Servet a combattu avec des arguments et des écrits : il fallait le combattre par des arguments et des écrits ». Théodore de Bèze prend position pour Calvin en 1554 dans son Traité de l'autorité du magistrat en la punition des hérétiques et du moyen d'y procéder : « Le magistrat a l'autorité et le devoir de punir l'hérétique. La corruption par l'hérésie touche l'âme éternelle. Ceux qui corrompent l'âme sont pires que les criminels de sang ».

#### Une tache sur l'héritage de Calvin
Établie par les historiens, la responsabilité de Calvin dans la dénonciation, par personne interposée, de Michel Servet à l'Inquisition française, puis dans son exécution à Genève, fait apparaitre une dimension cruelle et froide du personnage. Si celui ci n'est pas responsable de la prosécution il est « conseiller technique ou témoin expert, plutôt que procureur ». Le prosécuteur est Claude Rigot, qui lui appartient au parti des « libertins », les opposants politiques de Calvin. La prosécution se fait en « indépendance totale de Calvin » mais cela n'est pas sans son approbation.( L'inscription du Monument de Michel Servet édifié à Genève en 1903, exonérant Calvin d'une « erreur » propre à son époque, et le refus en 1908, par les autorités genevoises, d'ériger une statue de Servet près du Mur des réformateurs, traduisent cet embarras persistant.)[réf. nécessaire]
L'affaire est un des nombreux consistants de la légende noire entourant Calvin et a fait l'objet de réactions d'écrivains voyant en Calvin une figure de l'intolérance notamment Stefan Zweig dans Conscience contre violence.
L'écrivain Georges Haldas résume en ces termes la posture morale du théologien genevois :

« Calvin, on le sait, n'a pas assisté au supplice de sa victime. Pourquoi ? Il a néanmoins écrit, dans sa Déclaration, une page dans laquelle il insiste sur les derniers moments vécus par Servet. Page, en vérité, qui, par sa froideur, son cynisme, son mépris humain, achève, pour ainsi dire, l'auto-portrait du Réformateur. Tout en faisant voir comment la défense, sur le plan intellectuel, du plus noble idéal, peut dissimuler parfois la fange psychique. (…) Qui ne voit que nous avons affaire ici, dans sa sinistre pureté, à la terreur idéologique, qui sacrifie à son idole — non la Vérité, mais l'idée qu'elle se fait de la vérité — des hommes de chair et de sang. Et par là-même, convertit l'or en boue ; le pardon en châtiment ; le sacrifice suprême en meurtre. En d'autres termes, je le répète : un processus, non d'évolution, mais de régression humaine. »

Du côté de la défense, Frank Lestringeant, en traitant de l'essai de Zweig apporte une certaine nuance aux condamnations historiques de Jean Calvin en montrant les anachronismes de l'essai de Zweig. Denis Crouzet, dans la biographie qu'il consacre affirme (contre Haldas) que « Calvin ne fut pas le réformateur glacial et mécanique, renfermé et mat que les stéréotypes des traditions historiographico-théologiques dépeignent avec complaisance ».
La dichotomie Calvin/Castellion instaurée par cette affaire devient un avatar de l'opposition entre les protestants "orthodoxes" et "libéraux", notamment avec l'ouvrage de Ferdinand Buisson, Sébastien Castellion, sa vie et son œuvre (1515-1563) : Etude sur les origines du protestantisme libéral français. Jean-Luc Mouton, journaliste de Réforme, fait remarquer en 2009 que l'opposition manichéenne des deux n'est pas forcément pertinente.
En somme, cette affaire Servet, loin d'etre un simple fait divers ouvre de nombreuses questions dépassant la simple figure de Calvin et ouvre le débat sur la tolérance religieuse et de la punition de l'hérésie qui jusqu'au temps des révolutions était un crime passible de mort. Plutot que de révéler une faute morale et personnelle de Calvin elle met en valeur les limites d'une historiographie d'une Réforme concue comme un projet proto-républicain qui annonce la liberté de conscience et la laicité. Cette historiographie de la Réforme que l'on trouve notamment chez Jules Ferry, qui dit, en inaugurant la Faculté de théologie protestante : « Le protestantisme a été, dans l’histoire moderne, la première forme de la liberté. Notre évangile politique est aussi le vôtre. La révolution de 1789, dont notre république est le développement logique, a été faite en partie par vous : elle est pour vous la date de l’affranchissement définitif. Nous vous saluons donc comme une puissance amie, comme une alliée nécessaire, qui ne fera défaut ni à la République, ni à la liberté. Vous pouvez compter sur nous comme nous pouvons compter sur vous, assurés que vous êtes, Messieurs, de trouver auprès de nous en tout temps, non seulement justice, mais profonde sympathie ».

### Consolidation de la Réforme (1553-1555)
Après la mort de Servet, Calvin passe pour un défenseur de la chrétienté, mais son triomphe contre les libertins est encore à venir. Calvin a toujours exigé que le Consistoire ait le pouvoir d'excommunication, malgré la décision contraire du Conseil. Durant le procès de Servet, Philibert Berthelier demande au Conseil la permission de pouvoir prendre la communion, car il a été excommunié l'année précédente pour avoir insulté un pasteur. Calvin proteste, en avançant que le Conseil n'a pas autorité pour annuler l'excommunication de Berthelier. Avant de connaître l'issue de la dispute, il signale, dans un sermon du 3 septembre 1553, que la demande de Berthelier pourrait être rejetée par les autorités. Le Conseil décide de réexaminer les Ordonnances et, le 18 septembre, admet en effet que l'excommunication relève de l'autorité du Consistoire. En novembre, cependant, Berthelier en appelle à une autre assemblée administrative de Genève, le Conseil des Deux-Cents. Ce corps s'oppose au jugement précédent et décide que le Conseil doit être l'arbitre final d'une décision consistoriale. Une fois de plus, l'avis des villes confédérées est requis et, finalement, le 22 janvier 1555, le Conseil se rend à l'arbitrage helvétique : les Ordonnances originales doivent être respectées et le Consistoire recouvre la totalité de son autorité,.
La chute des libertins commence avec les élections de février 1555. De nombreux réfugiés français ont alors reçu la citoyenneté genevoise et, avec leur appui, les partisans de Calvin regagnent une majorité des voix auprès des syndics et conseillers. Les libertins complotent cependant et, le 16 mai, se préparent à incendier une maison qu'ils pensent occupée par des Français. Le syndic Henri Aulbert tente de s'interposer en affichant le sceptre symbolisant son pouvoir. Perrin, étourdiment, s'empare de ce bâton de commandement, signifiant ainsi qu'il prend le pouvoir. L'insurrection est stoppée dès qu'un autre syndic arrive et l'on emmène Perrin à l'hôtel de ville. Ce dernier, tout comme certains autres meneurs, est expulsé de la ville. D'autres conspirateurs sont arrêtés et exécutés. L'opposition à l'autorité ecclésiastique de Calvin est ainsi décapitée,.

### Dernières années (1555-1564)

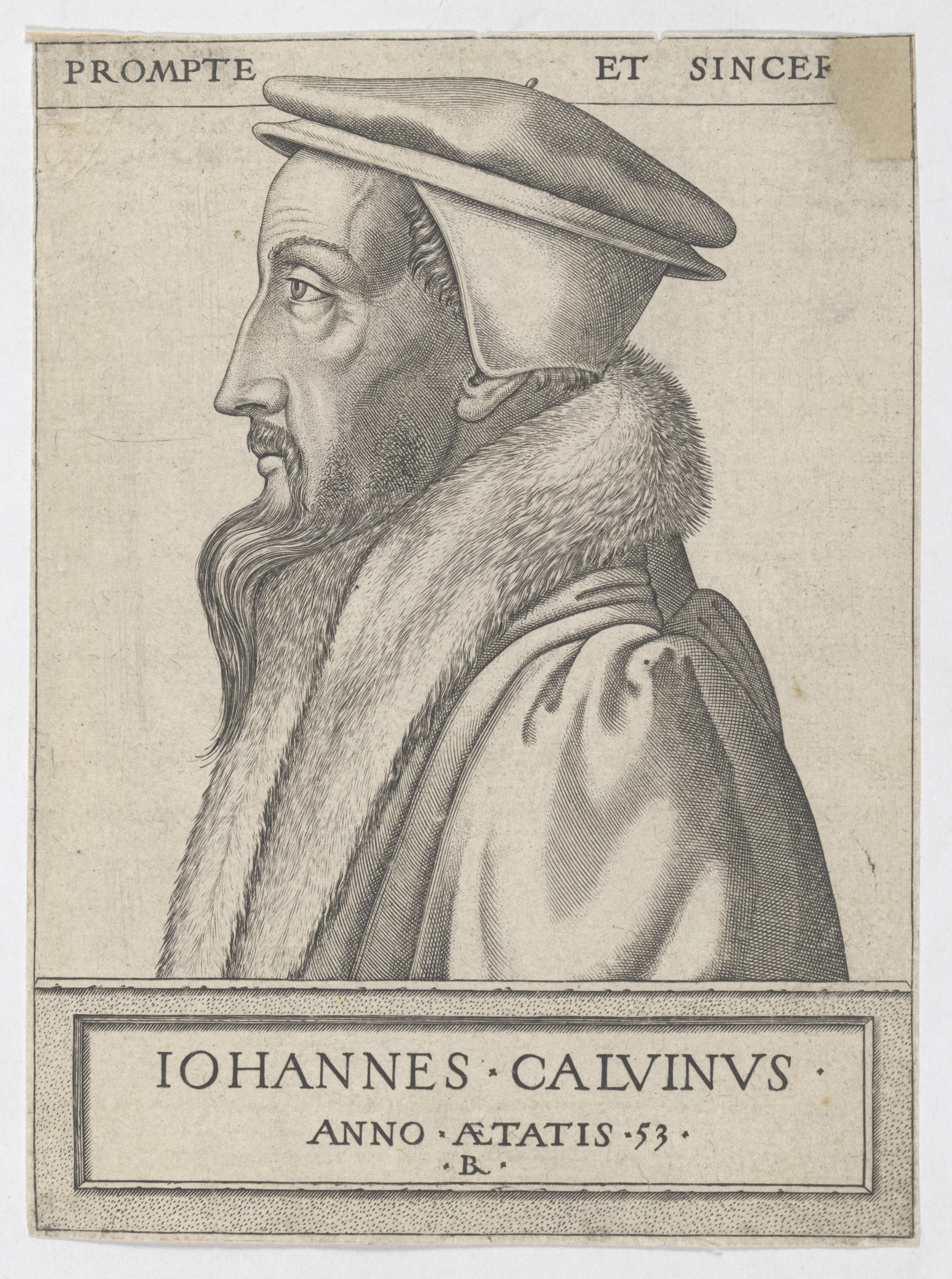
Jean Calvin à l'âge de 53 ans. Gravure de René Boyvin.

L'autorité de Calvin est dès lors incontestée durant les dernières années de sa vie. Il jouit d'une réputation internationale en tant que réformateur distinct de Martin Luther. Les deux hommes, initialement, s'apprécient, mais un conflit doctrinal se développe entre Luther et le réformateur Ulrich Zwingli, de Zurich, au sujet de l'eucharistie. Calvin se place dans le camp de Zwingli et participe activement aux polémiques entre les branches luthérienne et réformée du protestantisme, tout en déplorant le manque d'unité parmi les réformateurs. Il se rapproche par conséquent de Bullinger en signant le Consensus Tigurinus, un concordat entre les églises de Zurich et de Genève. Il entre également en contact avec l'archevêque de Cantorbéry, Thomas Cranmer, lorsque ce dernier appelle à un synode œcuménique de toutes les églises protestantes. Calvin soutient l'idée, mais Cranmer ne parvient pas à la réaliser.
La plus grande contribution de Calvin à la communauté anglophone est l'accueil à Genève des exilés protestants chassés d'Angleterre par les persécutions de la reine Marie Ire à partir de 1555. Ils constituent ainsi leur propre église réformée, menée par John Knox et William Whittingham, et importent finalement les idées de Calvin en Angleterre et en Écosse. Calvin est toutefois plus intéressé par l'introduction de la Réforme en France, son pays natal. Il y soutient la formation d'églises en fournissant des livres et en envoyant des pasteurs. Entre 1555 et 1562, plus de 100 ministres sont ainsi envoyés en France. Cet engagement est entièrement financé par l'église genevoise, le Conseil de la ville refusant de s'impliquer dans des activités de prosélytisme. Les protestants de France étaient alors persécutés en raison de l'Édit de Chateaubriant promulgué par le roi Henri II. Lorsque les autorités françaises se plaignent de ces actions missionnaires, la Ville de Genève peut en toute bonne foi décliner toute responsabilité,.

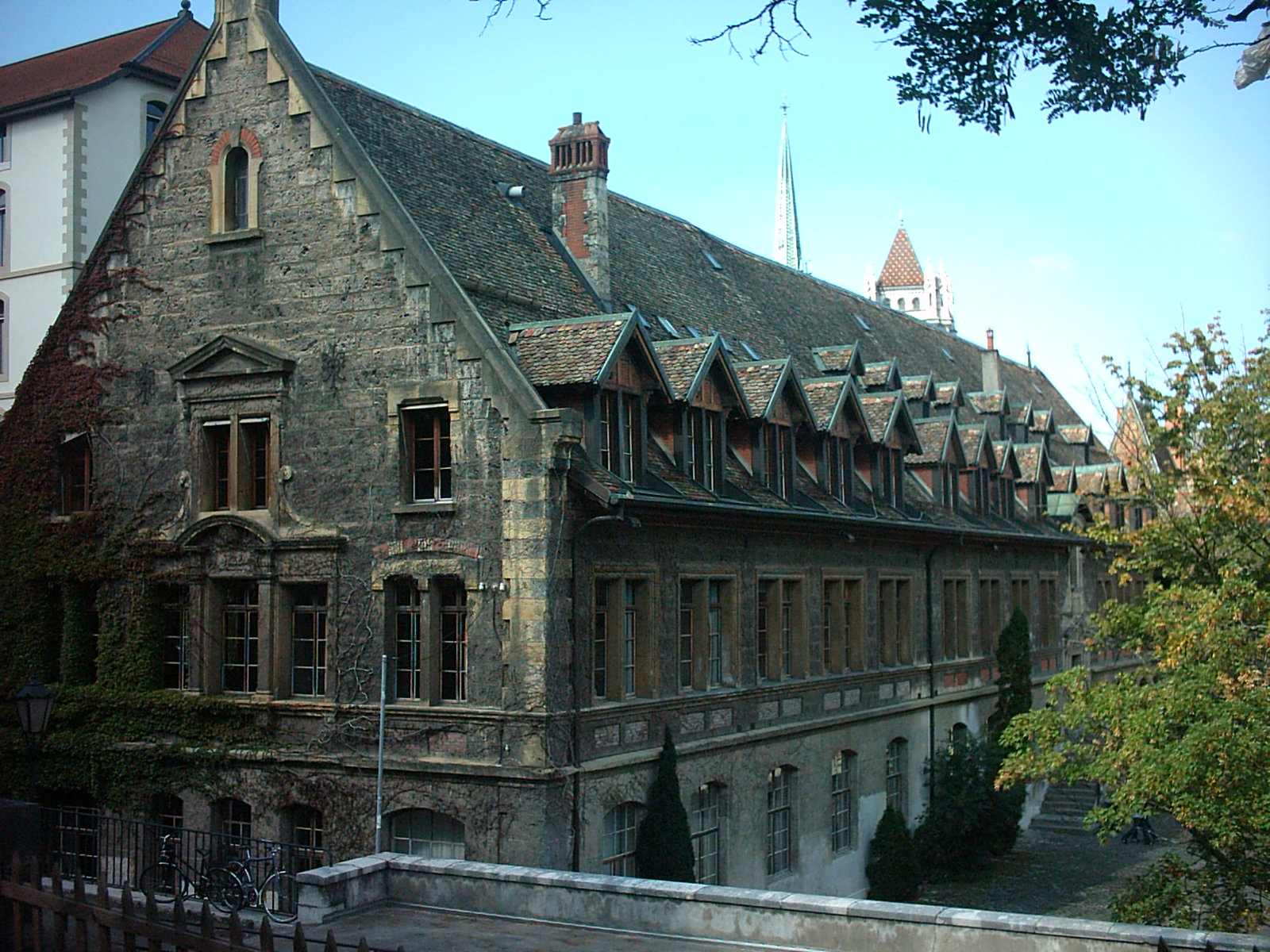
Le Collège Calvin à Genève, aujourd'hui établissement d'enseignement secondaire.

À Genève, Calvin se soucie de la création d'un collège. Le site de l'école est choisi le 25 mars 1558 et l'établissement ouvre ses portes le 5 juin 1559. L'école est divisée en deux parties : un Collège, ou schola privata, et un lycée, appelé Académie ou schola publica. Calvin tente de recruter deux professeurs, Mathurin Cordier, son ancien ami latiniste basé à Lausanne, et Emmanuel Tremellius, Regius Professor of Hebrew à Cambridge. Aucun des deux n'étant disponible, il parvient à convaincre Théodore de Bèze de se charger de la fonction de recteur. Cinq ans après son ouverture, l'établissement accueille 1 500 étudiants dont 300 à l'Académie. Le Collège devient finalement le Collège Calvin, l'une des écoles de maturité de Genève, tandis que l'Académie sera l'ancêtre de l'université de Genève,,,.

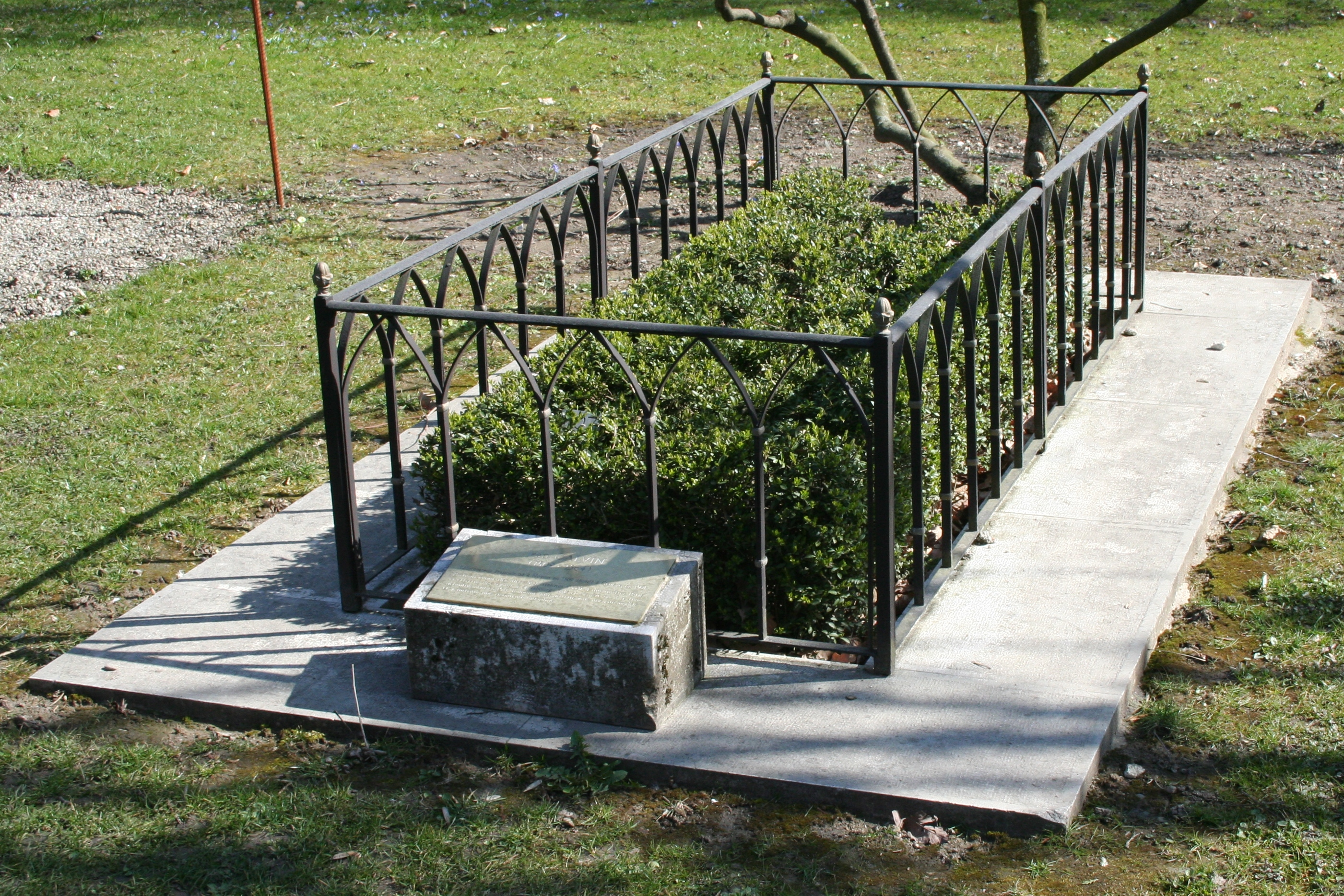
Tombe traditionnellement attribuée à Calvin dans le cimetière des Rois à Genève.

À l'automne 1558, Calvin est atteint d'une fièvre et, craignant de mourir avant d'achever sa dernière révision de l'Institution, il accélère son rythme de travail. Il récrit en grande partie cette nouvelle édition, qu'il considère comme une nouvelle œuvre. Le passage de 21 à 80 chapitres résulte du développement des textes existants, plutôt que de l'adjonction de nouveaux thèmes. À l'occasion d'un culte, toutefois, un violent accès de toux pendant la prédication provoque une hémorragie pulmonaire. Sa santé décline dès lors et il donne son dernier sermon à la cathédrale Saint-Pierre le 6 février 1564. Il rédige son testament le 25 avril, prévoyant des legs à sa famille et au Collège. Quelques jours plus tard, les pasteurs genevois lui rendent une dernière visite et ses adieux sont consignés dans son Discours d'adieu aux ministres. Il y relate sa vie à Genève, et rappelle les difficultés qu'il a parfois rencontrées.
Calvin meurt le 27 mai 1564 à l'âge de 54 ans. Son corps est d'abord exposé mais, devant l'affluence de visiteurs, les réformateurs craignent d'être accusés de promouvoir le culte d'un saint. Il est inhumé le lendemain dans une fosse anonyme, au cimetière des Rois,,. L'emplacement exact de la tombe est inconnu, mais une pierre funéraire est posée au XIXe siècle pour marquer l'emplacement traditionnellement considéré comme son lieu de repos.

## Théologie de Calvin

### Premières publications
La première publication de Calvin est un commentaire du De Clementia de Sénèque. Publié à compte d'auteur en 1532, il s'y montre comme un humaniste dans la tradition d'Érasme, possédant une connaissance approfondie des auteurs classiques,,,. Son premier ouvrage de théologie, Psychopannychia, tente de réfuter la doctrine du sommeil de l'âme proposée par les anabaptistes. Calvin le rédige probablement à la suite du discours d'investiture de Nicolas Cop, en 1533, mais l'ouvrage n'est publié qu'en 1542 à Strasbourg,.

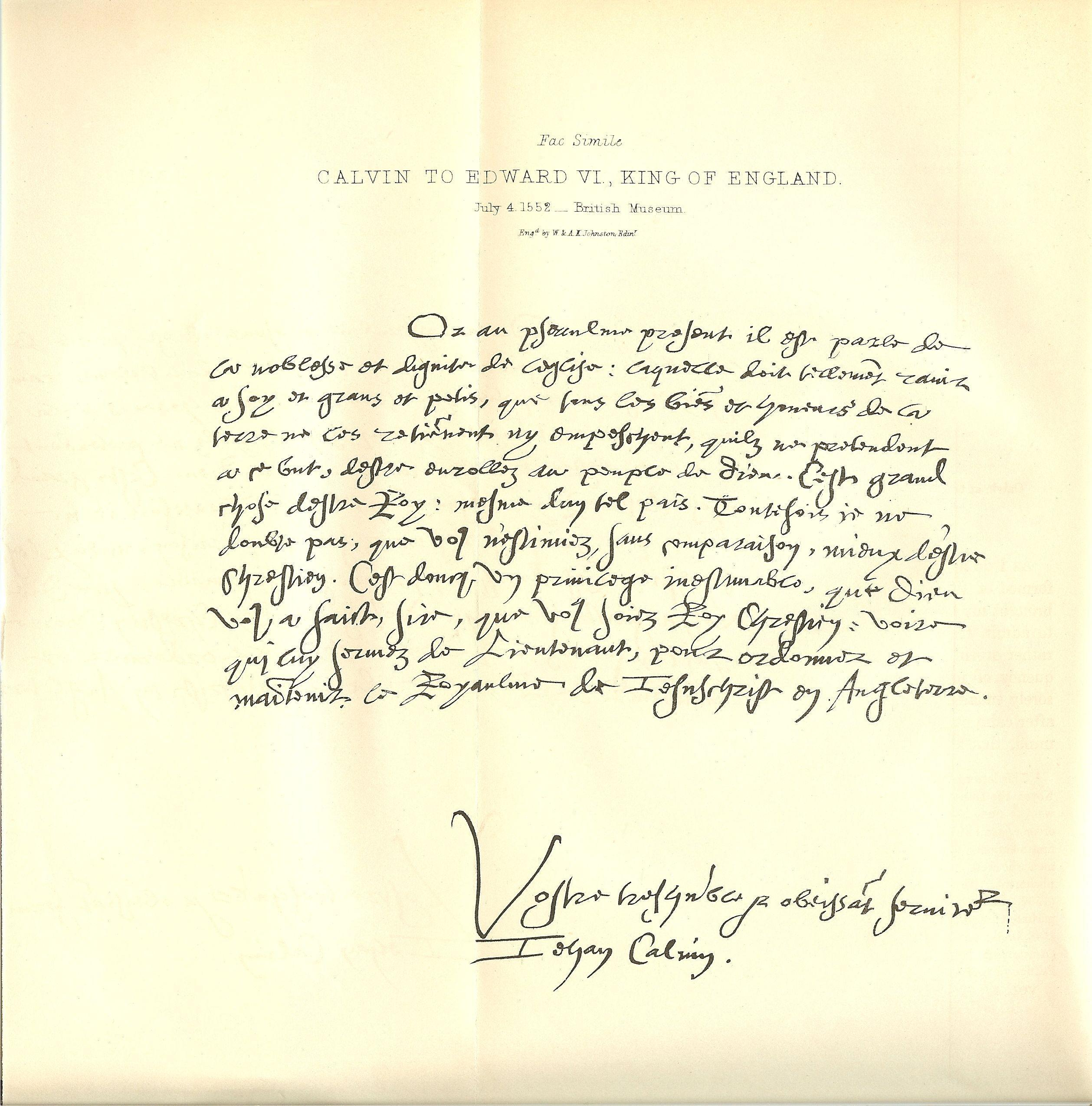
Calvin écrivit de nombreuses lettres aux dirigeants politiques et religieux d'Europe, dont celle-ci adressée au roi Édouard VI d'Angleterre.

Calvin rédige des commentaires de la plupart des livres de la Bible. Son premier commentaire, sur l'épître aux Romains, est publié en 1540 et il envisage d'en écrire sur l'ensemble du Nouveau Testament. Il écrit son second traité sur la première épître aux Corinthiens six ans plus tard, mais consacre ensuite toute son attention à l'objectif qu'il s'est fixé. En moins de quatre ans, il publie des commentaires sur toutes les épîtres de Paul et discute également ses lettres aux Romains. Il s'intéresse ensuite aux épîtres catholiques, dédiant son texte au roi Édouard VI d'Angleterre. En 1555, il achève son étude du Nouveau Testament en terminant par les Actes des Apôtres ; il omet la troisième épître de Jean et l'Apocalypse.
Pour l'Ancien Testament, il rédige des commentaires sur le Livre d'Isaïe, les livres du Pentateuque, les Psaumes et le livre de Josué. Calvin fonde ses publications sur les conférences données aux étudiants et aux ministres, textes qu'il retravaille ensuite. Cependant, à partir de 1557, faute de temps, il autorise la publication de ses discours directement à partir de notes sténographiées. Ces Praelectiones couvrent les petits prophètes, les livres de Daniel, de Jérémie, des Lamentations et une partie de celui d'Ézéchiel,.
Calvin écrit également de nombreuses lettres et traités. Son Traité des reliques, rédigé en français en 1543, connaît un grand succès, et est traduit dans plusieurs langues ; il y ridiculise le culte des reliques. Après sa Responsio ad Sadoletum, Calvin rédige en 1543, à la demande de Bucer, une lettre ouverte à l'empereur Charles Quint, Supplex exhortatio ad Caesarem, qui défend la foi réformée. Suit une lettre ouverte au pape, Admonitio paterna Pauli III, en 1544, dans laquelle Calvin critique Paul III pour son opposition à un rapprochement avec les réformés. Le concile de Trente entraîne l'application de nouveaux décrets contre les protestants et Calvin réfute ces textes avec ses Acta synodi Tridentinae cum Antidoto de 1547. Lorsque Charles-Quint tente de trouver un compromis avec l'intérim d'Augsbourg, Bucer et Bullinger pressent Calvin de répondre. Il rédige le traité Vera Christianae pacificationis et Ecclesiae reformandae ratio en 1549, dans lequel il décrit les doctrines qui doivent être défendues, dont la justification par la foi seule.
Calvin fournit de nombreux documents de base pour les églises réformées : notamment des traités sur le catéchisme, la liturgie et l'organisation de l'église. Il rédige également plusieurs confessions de foi pour essayer d'unifier les églises. En 1559, il ébauche la confession de foi française, dite confession de La Rochelle. Le synode de Paris l'accepte avec quelques modifications. La Confessio Belgica de 1561, une confession de foi néerlandaise, est en partie basée sur la confession de La Rochelle.
Calvin est aussi l'auteur de très nombreux sermons qui occupaient 43 volumes. Par erreur, ces volumes ont été vendus au poids en 1805 par la Bibliothèque de Genève où ils étaient conservés ! L'ouverture des archives de l’Église protestante française de Londres à un chercheur par la pasteure Leila Hamrat en 1995 a permis de redécouvrir 3 volumes, soit 243 sermons sur les chapitres 22 à 66 d’Ésaïe prêchés du 22 mai 1557 au 26 août 1559.

### Présentation de la théologie de Calvin
Calvin expose sa théologie dans ses commentaires de la Bible, ainsi que dans ses sermons et ses essais. Mais l'expression la plus concise de sa pensée se trouve dans son œuvre maîtresse, l'Institution de la religion chrétienne. Ce livre offre un résumé de ses vues sur la théologie chrétienne et Calvin tient à ce qu'il soit lu parallèlement à ses commentaires,. S'il retouche cet ouvrage tout au long de sa vie, les versions successives montrent cependant que sa pensée, en fait, a peu évolué,,. La première édition de 1536 ne compte que six chapitres. La seconde, publiée en 1539, est trois fois plus longue, car l'auteur complète son texte par des thèmes apparaissant dans les Loci Communes de Melanchthon. En 1543, il ajoute de nouveaux passages et approfondit le chapitre consacré au symbole des apôtres. La dernière édition de l'Institution est publiée en 1559. L'ouvrage comprend alors quatre livres pour un total de 80 chapitres, et chaque livre porte le nom d'une confession de foi : 1) Dieu le créateur ; 2) la rédemption par Jésus-Christ ; 3) la réception de la Grâce de Dieu par le Saint-Esprit ; 4) l'Église,,,,.

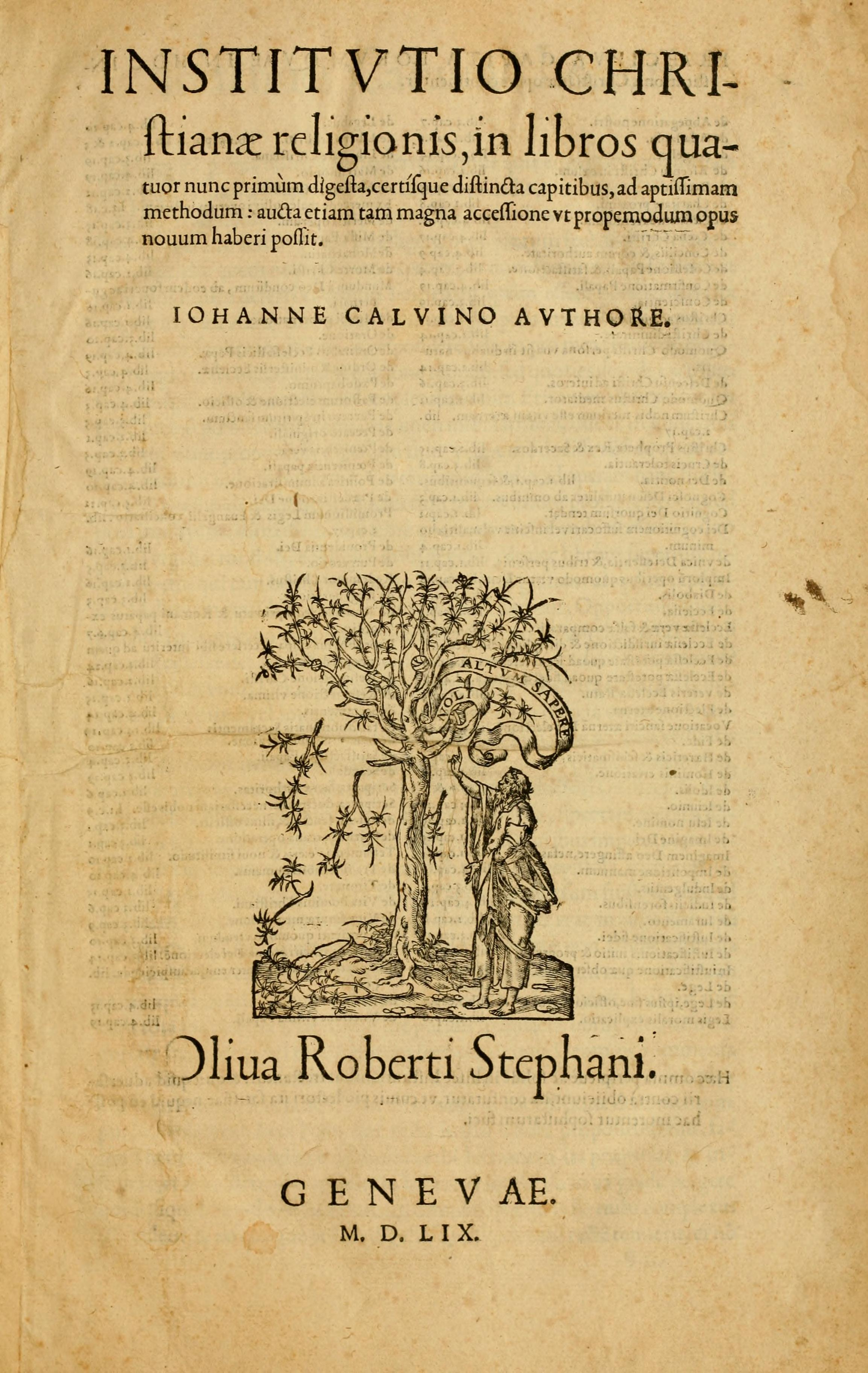
Page de titre de la dernière édition de l'Institution de la religion chrétienne qui résume sa théologie.

La première confession, dans l'Institution, en constitue le thème central. Elle avance que la sagesse humaine comprend deux parties : la connaissance de Dieu, et la connaissance que nous avons de nous-mêmes,,. Selon Calvin, la connaissance de Dieu n'est pas inhérente à l'humanité et ne peut être découverte en observant la nature. La seule manière d'y parvenir est d'étudier les Écritures saintes. Calvin écrit, « Pour parvenir à Dieu le créateur il faut que les Écritures saintes nous soient guide et maîtresse ». Il n'essaye pas de prouver l'autorité des Écritures mais les décrit plutôt comme (grc) autopiston ou « certaines en elles-mêmes ». Il défend l'idée de la Trinité et, dans une virulente polémique avec l'Église catholique, affirme que les images religieuses mènent à l'idolâtrie,,. À la fin du premier livre, il offre sa vision de la providence en écrivant, « Que Dieu ayant créé le monde par sa vertu, le gouverne et entretient par sa providence, avec tout ce qui y est contenu »,. Les hommes sont incapables de comprendre pourquoi Dieu veut une situation particulière mais, quelles que soient leurs actions, bonnes ou mauvaises, celles-ci entraînent toujours l'exécution de la volonté divine,.
Le second livre comporte plusieurs essais sur le péché originel et la chute de l'homme ; il fait directement référence à Augustin d'Hippone, qui développa ces doctrines. Il cite fréquemment les Pères de l'Église pour défendre la cause de la Réforme et pour démentir l'accusation de créer une nouvelle théologie. Dans l'esprit de Calvin, le péché, initié par la chute d'Adam, s'est transmis à toute l'humanité. Par conséquent, la domination du péché est si complète que les hommes sont poussés à commettre le mal,. Cette humanité déchue a donc un besoin de rédemption, laquelle ne peut être trouvée que dans le Christ. Cependant, avant d'exposer cette doctrine, Calvin décrit la situation particulière des juifs vivant à l'époque de l'Ancien Testament. Dieu ayant fait une alliance avec Abraham, le sens profond de cette promesse est la venue de Jésus. Par conséquent, l'ancienne Alliance ne s'oppose pas au Christ mais en est au contraire la promesse. Calvin décrit ensuite la nouvelle Alliance en utilisant le symbole des apôtres, relatant la souffrance de Jésus sur la croix et son retour pour juger les vivants et les morts. Pour Calvin, l'obéissance du Christ au Père efface la discorde qui régna jusque-là entre l'humanité et Dieu.
Dans le troisième livre, Calvin décrit comment l'union spirituelle du Christ et de l'humanité est achevée. Il définit d'abord la foi comme la connaissance ferme et certaine de Dieu en Christ. Les effets immédiats de la foi sont la repentance et la rémission du péché. Cela est suivi par une régénération spirituelle qui ramène le croyant au même état de sainteté que celui d'Adam avant sa transgression. La perfection complète est cependant inaccessible dans cette vie et le croyant doit s'attendre à une lutte continuelle contre le péché,. Plusieurs chapitres sont ensuite consacrés au thème de la justification par la foi seule. Calvin définit la justification comme « l'acceptation par laquelle Dieu nous regarde comme des justes qu'il reçut dans sa Grâce ». Dans cette définition, il est clair que c'est Dieu qui possède l'initiative et l'autorité, et que les hommes n'y jouent aucun rôle : Dieu est souverain dans le salut,. Il en découle que les réformateurs honnissent les indulgences, qui font croire que « l’achat de Paradis [serait] taxé à certains deniers » pour qu’ensuite « les oblations [soient] vilainement despendues en paillardises et gourmandises ». Au chapitre XIV, Calvin décrit et défend la doctrine de prédestination, un concept développé par saint Augustin par opposition aux enseignements de Pélage. D'autres théologiens, comme Thomas d'Aquin et Martin Luther, ont également suivi la tradition augustinienne sur ce point. Ce principe, dans les mots de Calvin, est que « Dieu adopte certains à l'espoir de la vie et adjuge les autres à la mort éternelle ».
Le dernier livre décrit ce qu'il considère être la véritable Église et ses ministres, son autorité et ses sacrements. Calvin refuse l'idée de primauté pontificale, tout comme l'accusation de schisme portée contre les réformateurs. Pour Calvin, l'Église est définie comme le corps des fidèles qui placent Christ à sa tête. Par définition, il n'y a qu'une Église « catholique » ou « universelle »,. Les ministres de l'Église sont décrits par un passage de l'Épître aux Éphésiens et ce groupe comprend les apôtres, les prophètes, les évangélistes, les pasteurs et les docteurs. Calvin considère que les trois premières charges sont limitées à l'époque du Nouveau Testament. Les deux dernières fonctions ont été créées dans l'église à Genève. Même si Calvin respecte le travail des conciles œcuméniques, il les considère comme soumis à la parole de Dieu, c'est-à-dire à l'enseignement des Écritures. Il pense également que les autorités civiles et religieuses doivent être séparées, sans interférences entre elles.
Calvin définit un sacrement comme un signe terrestre associé à une promesse à Dieu. Selon lui, deux sacrements seulement sont valides sous la nouvelle Alliance : le baptême et l'eucharistie, par opposition aux sept sacrements de l'église catholique. Il rejette la doctrine catholique de la transsubstantiation et le traitement de l'eucharistie comme un sacrifice. Il refuse également la doctrine luthérienne de l'union sacramentale, dans laquelle Christ est « dans, sous et avec la forme » du vin et du pain. Sa pensée, sur ce point, rejoint celle de Zwingli. Plutôt que d'avoir une vision purement symbolique, Calvin note qu'avec la participation du Saint-Esprit, la foi est nourrie et renforcée par ce sacrement. Selon lui, l'eucharistie est « un secret trop haut pour le comprendre en mon esprit, ou pour l'expliquer de paroles. Et pour en dire brièvement ce qui en est, j'en sens plus par expérience, que je n'en puis entendre »,,,,.

### Controverses

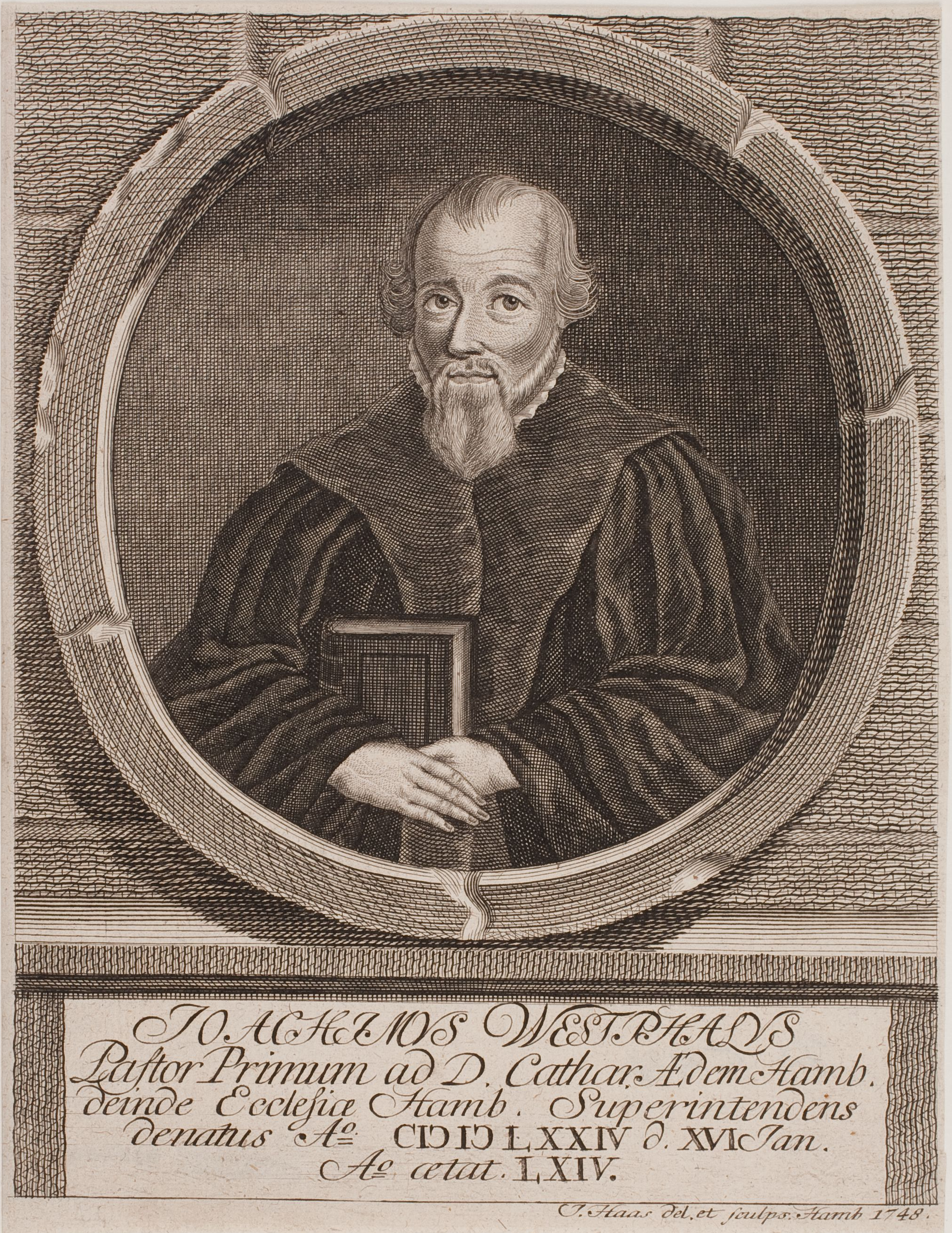
Joachim Westphal s'opposa à la théologie de Calvin sur l'eucharistie.

La théologie de Calvin a été critiquée par d'autres théologiens. En 1536, Pierre Caroli, un pasteur protestant de Lausanne, accuse Calvin, ainsi que Viret et Farel, d'arianisme. Calvin défend ses positions sur la Trinité dans la Confessio de Trinitate propter calumnias P. Caroli,. En 1551, Jérome-Hermès Bolsec, un médecin genevois, attaque la doctrine de la prédestination et accuse Calvin de faire de Dieu l'auteur du péché. Bolsec est banni de la ville et, après la mort de Calvin, il rédige une biographie très critique de ce réformateur,,. L'année suivante, Joachim Westphal, un pasteur gnésio-luthérien de Hambourg, condamne pour hérésie Calvin et Zwingli dans un pamphlet en latin, leur reprochant leur refus d'approuver la doctrine luthérienne de l'eucharistie. Calvin lui répond dans sa Defensio sanae et orthodoxae doctrinae de sacramentis en 1555,. En 1556 Justus Velsius, un dissident hollandais, organise une disputatio avec Calvin durant la visite de ce dernier à Francfort, au cours de laquelle Velsius défend la notion de libre-arbitre contre celle de la prédestination. Après l'exécution de Servet, un proche de Calvin, Sébastien Castellion, rompt avec lui sur la question du traitement des hérétiques. Dans le Traité des Hérétiques, Castellion défend les enseignements charitables du Christ, contre la raideur vaniteuse d'une institution ecclésiale. Il développe par la suite une théologie de la tolérance basée sur les principes bibliques.

### Calvin et les juifs
Les historiens débattent de l'opinion de Calvin sur les juifs et le judaïsme. Certains avancent que Calvin, de tous les réformateurs contemporains, était le moins antisémite, tout particulièrement en comparaison avec Luther. D'autres affirment que Calvin reste dans le camp des antisémites,. Les spécialistes s'accordent cependant sur la distinction à faire entre les idées de Calvin sur les juifs à l'époque biblique, et son attitude envers ses contemporains.
Dans sa théologie, Calvin ne fait aucune différence entre l'alliance de Dieu avec Israël et la nouvelle Alliance. Il écrit : « tous les enfants de la renaissance promise de Dieu, qui ont obéi aux commandements de la foi, ont appartenu à la nouvelle Alliance depuis le début des temps ». Calvin est néanmoins un partisan de la théologie de la substitution. La plupart des déclarations de Calvin sur les juifs contemporains sont polémiques. Il écrit par exemple : « j'ai eu de nombreuses conversations avec les juifs : je n'ai jamais vu une once de piété ou un grain de vérité ou d'inventivité, non, je n'ai jamais rencontré de sens commun chez aucun juif ». À cet égard, il diffère peu des autres théologiens protestants et catholiques de son époque,,. Il considère les juifs comme des « chiens profanes », des scélérats qui « dévorent stupidement toutes les richesses de la terre avec leur cupidité insatiable ». Dans ses écrits connus, Calvin a consacré un seul petit traité au judaïsme contemporain, Réponse aux questions et objections d'un certain juif, ou il répond aux écrits d'un rabbin du XIVe siècle. Il y affirme l’élection irrévocable du peuple juif, l'importance du Décalogue pour le christianisme, mais aussi que les juifs interprètent mal leurs propres écritures, car il leur manque l'unité de l'Ancien et du Nouveau Testament,. Calvin écrit également que leur « obstination éperdue et indomptable mérite qu'ils soient opprimés sans mesure ni fin et qu'ils meurent dans leur misère sans la pitié de personne ».
Dans l'Institution de la religion chrétienne, son traité de théologie le plus diffusé, Calvin ne recourt pas à la notion de peuple déicide. Il note que les juifs ont moins de superstitions que les catholiques, et nulle crédulité envers reliques, culte des saints, et eucharistie. Il est bien plus anticatholique qu'antijuif. Calvin accorde une grande importance à l'Ancien Testament dans la prédication et la liturgie - comme l'illustre notamment le Psautier de Genève. À travers la prédestination, il affirme que le salut ne dépend que de la grâce de Dieu, et non de l'adhésion doctrinale, et qu'à ce titre même les juifs peuvent être sauvés. Il compare la persécution subie par la minorité huguenote aux tribulation du peuple juif en errance. L'organisation presbytéro-synodale des Églises réformées, la place du pasteur, l'absence d'images et sculptures dans les temples protestants rappellent le fonctionnement des communautés juives. Le théologien Théodore de Bèze, ami et successeur de Calvin à la tête de l'Académie de Genève, refuse dans ses écrits de rendre les juifs responsables de la mort de Jésus, et est reconnu comme une grande figure du philosémitisme,,.

## Héritage

### L'héritage théologique
Après la mort de Calvin et de Théodore de Bèze, son successeur, le Conseil municipal de Genève reprend progressivement le contrôle de fonctions relevant précédemment du domaine ecclésiastique. La sécularisation est accompagnée d'un déclin de l'église. Même l'Académie de Genève est éclipsée par les universités de Leyde et d'Heidelberg qui deviennent les nouveaux bastions des idées de Calvin, qualifiées de calvinisme pour la première fois par Joachim Westphal en 1552. En 1585, Genève, auparavant la source du mouvement réformé, n'est plus que son symbole,. Calvin avait refusé d'être considéré lui-même comme une « idole » et Genève comme la « nouvelle Jérusalem ». Il encourage au contraire ses disciples à s'adapter à leur environnement. Même durant son échange polémique avec Westphal, il conseille à un groupe de réfugiés francophones installés à Wesel, en Allemagne, l'intégration aux églises luthériennes locales. Malgré ses différends avec les luthériens, il concède qu'ils appartiennent à la véritable Église. La nécessité de s'adapter aux conditions locales devient grâce à Calvin une caractéristique importante du mouvement réformateur qui s'étend alors en Europe.
Grâce aux travaux missionnaires de Calvin en France, son programme de réforme arrive finalement jusque dans les provinces francophones des Pays-Bas. Par ailleurs, le calvinisme est adopté dans l'électorat du Palatinat sous Frédéric III, ce qui entraîne la formulation du catéchisme de Heidelberg en 1563. Ce dernier, et la Confessio Belgica, sont adoptés comme standards confessionnels lors du premier synode de l'église réformée néerlandaise en 1571. Des dirigeants religieux, calvinistes ou sympathisants, s'implantent en Angleterre (Martin Bucer, Pierre Martyr et Jean de Lasco) et en Écosse (John Knox). Durant la Première Révolution anglaise, les puritains calvinistes rédigent la confession de foi de Westminster qui devient un standard des presbytériens dans le monde anglophone. Le mouvement s'étend ensuite à d'autres parties du monde, dont l'Amérique du Nord, l'Afrique du Sud et la Corée,.

### L'héritage littéraire
Partageant avec Luther le souci de toucher plus largement la population, Calvin entreprend de traduire en français sa production théologique latine, son Institutio Christianae Religionis parue en 1536, revue et augmentée en 1539, qui deviendra en 1541 la première édition de l'Institution de la religion chrétienne. C'est la première fois qu'un ouvrage de ce type est rédigé en français et Calvin doit pour cela innover de plusieurs manières : il doit notamment simplifier les longues phrases que permet de faire le latin et construire des phrases plus courtes, ordonnées de manière logique et progressive. Il fait également appel aux antithèses, a recours à des expressions imagées et donne un rythme caractéristique à ses phrases,,. Il est également amené à développer le vocabulaire français, remplaçant les mots savants, dérivés du latin, par des mots tirés de la langue populaire, plus intelligibles, quitte à les créer : alacrité est remplacé par allégresse ; exercitation par exercice, sécurité par sûreté, testification par témoignage ; incrédible par incroyable, loquacité par babil, contumélie par moquerie, cogitation par pensée, sapience par sagesse, etc.
Plusieurs spécialistes, notamment Gustave Lanson (1857-1934) et Ferdinand Brunetière (1849-1906), ont souligné que le style de Calvin, caractérisé par la simplicité de sa syntaxe, la clarté de son exposition, la vigueur de ses expressions, son rythme et son souffle a profondément influencé la prose française des siècles suivants.
« En 1541, [l’Institution] est, par sa date, le premier de nos livres que l’on puisse appeler classique. Elle l’est également par la sévérité de la composition (…) par la gravité soutenue d’un style (…) Elle l’est enfin pour cette ’libéralité’ si je puis dire, toute nouvelle alors, avec laquelle Calvin y a mis à notre portée les matières qui ne s’agitaient jusqu’alors que dans les écoles de théologiens. Elle ne l’est pas moins pour le retentissement que la prose française en a reçu dans le monde. (…) Je ne sais, sans Calvin, si Pascal peut-être, et Bossuet certainement, seraient tout ce qu’ils sont ; ou plutôt, je ne le crois pas »,.

### L'héritage éducatif
Sa ville de naissance (Noyon), donne à son lycée général le nom de Jean Calvin en son hommage.
Une montagne d'Isère est nommée le Bonnet de Calvin, en raison de sa ressemblance avec le couvre-chef favori du théologien.

## Œuvres de Calvin
- Institution de la religion chrétienne, 1536 pour la première édition, remaniée et enrichie jusqu'à sa mort, la dernière version (rééditée de nombreuses fois depuis) étant publiée post-mortem à Lyon en 1565 sous le titre Institution de la religion chrestienne. Nouvellement mise en quatre livres : et distinguee par chapitres, en ordre & methode bien propre. Augmentée aussi de tel accroissement, qu'on la peut presque estimer un livre nouveau. Nous avons aussi adjousté deux indices tres amples, tant des matieres contenues en ce livre, que des passages de la Bible qui y sont alleguez, selon l'ordre du vieil & nouveau Testament : dont on cognoistra l'utilité par l'Epistre mise devant lesdits indices. Par Jean Calvin[219].
- Psychopannychia, 1542.
- Traité des reliques, 1543[220]. Édition moderne : Traité des reliques / Jean Calvin ; texte présenté par Irena Backus ; Genève : Labor et fides ; Paris : diff. du Cerf, 2000[221]. La quintessence du texte, qui est disponible en ligne avec la table des matières et des liens vers chaque chapitre, pourrait se résumer ainsi :« Or, le premier vice, et comme la racine du mal, a été, qu'au lieu de chercher Jésus-Christ en sa parole, en ses sacrements et en ses grâces spirituelles, le monde, selon sa coutume, s'est amusé à ses robes, chemises et drapeaux »[222].
- Au milieu de tant d'épreuves, lettres de consolation, présenté par Paul Wells, Calvin Editions, 2020

### Hommages
- Genève lui consacre un buste sur la façade de l'Athénée et une rue.
- À Noyon, sa ville natale, un musée lui est consacré[223].

### Bibliographie

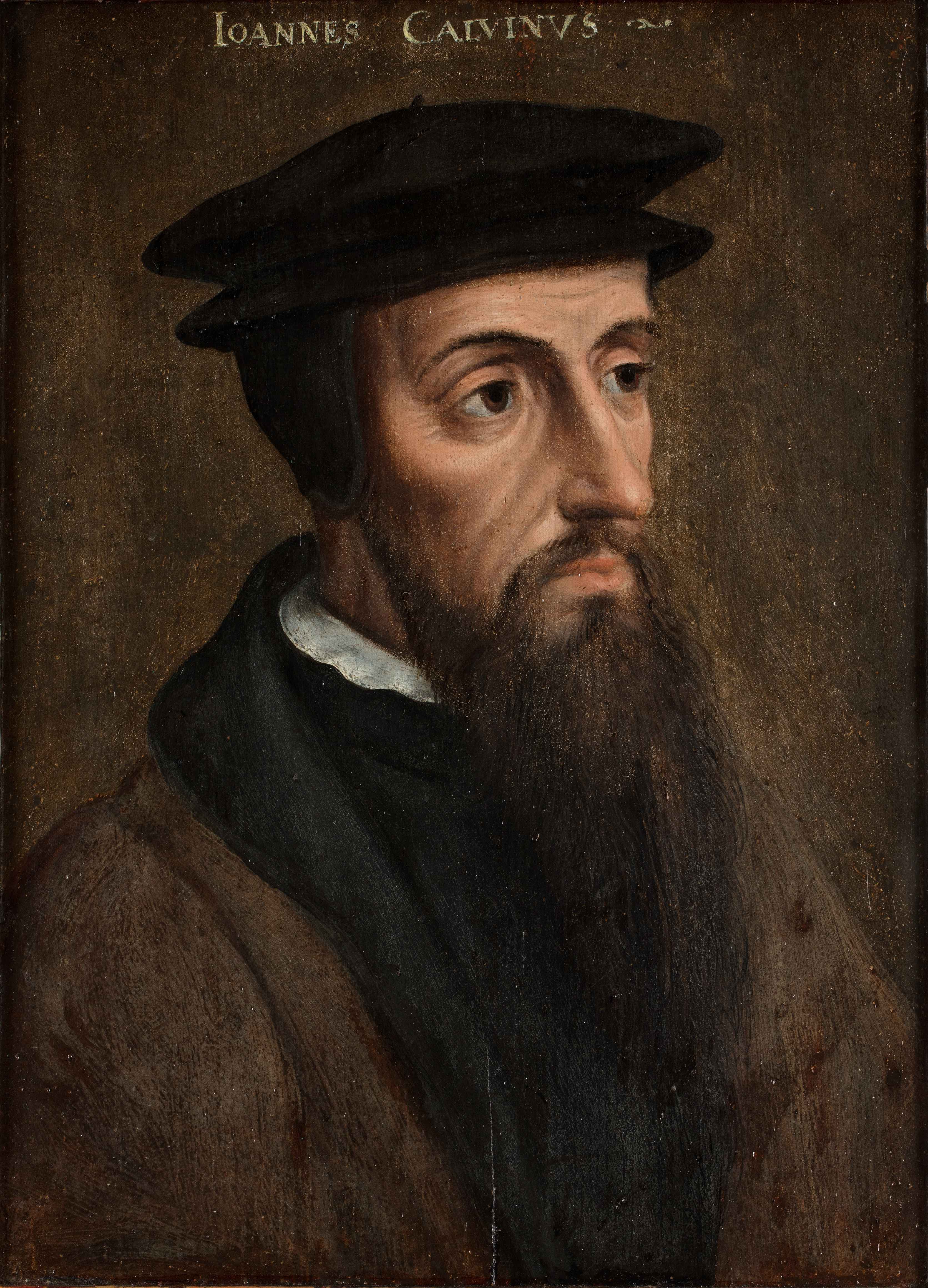
Jean Calvin, huile anonyme sur panneau de bois, musée du couvent Sainte-Catherine, XVIe siècle.

Médaille créée par László Szlávics, Jr. 2008.